# スター・ウォーズ 反乱者たち
『スター・ウォーズ 反乱者たち』（スター・ウォーズ はんらんしゃたち、原題：Star Wars Rebels）は、ルーカスフィルム・アニメーションが制作したアメリカの3DCGIアニメーションシリーズ。

## 概要
アメリカのスペースオペラである『スター・ウォーズ』シリーズの、「ルーカスフィルム ストーリー・グループ」公認の「カノン（正史）」に属するスピンオフ（外伝）作品。『スター・ウォーズ エピソード4/新たなる希望』の約5年前から反乱同盟軍が結成されるまでを、主人公の少年エズラ・ブリッジャーとジェダイの生き残りであるケイナン・ジャラス、そして彼らの仲間達を中心に描かれている。原案・製作総指揮・総監督は『スター・ウォーズ/クローン・ウォーズ』シリーズ総監督のデイブ・フィローニが務める。
2005年にジョージ・ルーカスが、『エピソード3/シスの復讐』公開時に開催された「スター・ウォーズ・コンベンション」で、『エピソード3/シスの復讐』と『エピソード4/新たなる希望』の間の物語を描いた実写ドラマシリーズ企画『Star Wars：Underworld（原題）』の制作発表を行った。その脚本は完成に近づいていたものの、大人向けの内容であることや、実写テレビドラマシリーズであること、莫大な制作費が予想されるなどの問題で、企画は保留され実現しなかった。しかし2012年10月、ウォルト・ディズニー・カンパニーがルーカスフィルムを買収し、『エピソード7』に当たる『スター・ウォーズ/フォースの覚醒』を始めとする続三部作である『エピソード7・8・9』の制作の決定に伴い、その影響によるシリーズ展開の抜本的改革が行われ、2013年に3DCGアニメの『スター・ウォーズ/クローン・ウォーズ』テレビシリーズをシーズン5までで打ち切った後の新規プロジェクトとして、『Star Wars：Underworld』と同じく『エピソード3/シスの復讐』と『エピソード4/新たなる希望』の間の物語を描く3DCGアニメのテレビシリーズである本作を制作した。『Star Wars：Underworld』で描かれる予定であった一部の要素は、本作に流用されている。また、本作の制作開始の影響で打ち切りとなり、本作完結後の2020年にファイナルシーズンが制作された『クローン・ウォーズ』テレビシリーズの登場人物や設定なども、本作に一部引き継がれており、彼らのその後が描かれている。また、ディズニー買収後に「レジェンズ（非正史）」となった作品群の設定やキャラクターも登場している。
後日、ABCでの再放送に合わせて、シーズン1の第1話冒頭にダース・ベイダーと大尋問官との会話シーンが追加収録され、日本でも第1話完全版として放送された。
2017年4月13日から16日にアメリカのフロリダ州オーランドで開催された『スター・ウォーズ』オフィシャルファンイベントの「スター・ウォーズ セレブレーションオーランド」で、4月15日にシーズン4の予告編が公開された。デイブ・フィローニ曰く第4シーズンが物語のフィナーレになることが発表された。
テレビ東京系列で放送する際、同時間の海外アニメ枠で落合隼亮のナレーションが関わらなかったのが本作が初めてで、代わってディズニーXDで番宣CMのナレーションを務めてきた松本考平が本作のナレーションを担当している。

## 登場人物

### ロザルの反乱者たち（ゴースト・チーム）
ケイナン・ジャラスとヘラ・シンドゥーラがリーダーの小規模な反乱組織で、愛機は宇宙船「ゴースト」。チームメンバーはそれぞれ「スペクター○（各々の固有の数字）」のコールサインを持つ。シーズン1や公式データバンクでは「ロザルの反乱者たち」と呼ばれているが、シーズン2で反乱同盟軍のフェニックス反乱分子に加入してからは「ゴースト・チーム」と呼称されている。一部の書籍では、「最初の反乱者たち」や「ロザルの反乱組織」、「スペクターズ」、「ゴースト・クルー」と記載されている。
当初は、銀河帝国軍の物資を略奪するなど小規模な活動にとどまっていたが、その活動と、ジェダイとしての噂が広まり、またエズラ・ブリッジャーが行ったゲリラ放送により注目が集まる。
シーズン1では惑星ロザルを中心に活動していたが、シーズン2の前半では主に惑星ガレルを中心に活動しており、シーズン2終盤からシーズン3までは惑星アトロンの「チョッパー基地」、シーズン4では衛星ヤヴィン4を拠点としている。
エズラ・ブリッジャー（Ezra Bridger）
声 - テイラー・グレイ（米）、野島健児（日）
本作の主人公。ロザルでコソ泥をしながら独り暮らしをしていた「帝国の日」生まれの少年。コードネームは「スペクター6」。
左甲に内蔵した電撃を与える程度の威力のスリングショットを昔から愛用していたが、シーズン2からはスリングショットの位置に無線機を付けている。
両親は銀河帝国に殺されたと思っており、密かに帝国に対する復讐心を抱いている。手癖が悪く人の物を盗んでしまうこともあるが、正義感は強く助けが必要な人を見過ごせない。
ヘルメットのコレクターで、ロザルにある彼の家には沢山の盗んだ帝国軍のヘルメットが置いてある。
以前から直感で危険を感知することに長けていたが、ケイナン達と出会い導かれるようにケイナンのホロクロンを見つけた事でまだ未熟ながらもフォースに目覚め、彼らに同行することになる。
反乱活動による帝国軍との戦いと、ケイナンからの修行により急激にフォースをつけるが、大尋問官との戦いで怒りと恐怖を煽られ暗黒面に取り込まれかける。そのため、ロザルに現存するジェダイ寺院でジェダイとしての試練を受けた。
シーズン1の最終話の大尋問官との戦いで左頬に傷を負い、その傷が残っている。
シーズン2の最終話ではヨーダの助言に従い惑星マラコアに赴き、モールと出会う。モールの力を借りてシス・ホロクロンを手に入れ、シスの寺院の知識をホロクロンに移すことに成功する。しかしそのためにケイナンが失明し、アソーカ・タノを失ったことを受けホロクロン内部にあるというシスを滅ぼす鍵を手に入れようとする。
シーズン3からは髪を短くし、シスを倒す鍵を見つけようとしており、第2話ではモールとの取引に従ってホロクロンを結合させて「双子の太陽」を手がかりとして知り、その後第12話でそれが「オビ＝ワン・ケノービ」だと知る。
シーズン4では「狭間の世界」と呼ばれる時空間を利用してベイダーに斬られる直前のアソーカを救出する。
シーズン1、2では修行で授かったカイバー・クリスタルを用いたブラスターとしても使用できる青い光刃のライトセーバーを使用していたが、シーズン2の最終話でマラコアのシスの寺院でダース・ベイダーと闘った際に破壊されたため、シーズン3では新たに緑の光刃のライトセーバーを使用している。新しいライトセーバーはブラスター機能が存在しないため、DL-44重ブラスター・ピストルを使用している。
敵対者に誰何された際には偽名として「ジャバ・ザ・ハット」、「ランド・カルリジアン」といった密輸業者の名前を使用する。一度だけだが皇帝の甥を自称したこともあった。帝国アカデミーに一時的に入学した際には「デヴ・モーガン」と名乗った。
シーズン4終盤、ロザル解放戦に参加しロザルを帝国の支配からの解放に導くも、行方不明となる。
ケイナン・ジャラス（Kanan Jarrus）
声 - フレディ・プリンゼ・ジュニア（米）、白熊寛嗣（日）
本作のもう一人の主人公。ゴースト・チームのリーダー格で、「オーダー66」を生き延びたジェダイの1人。コードネームは「スペクター1」。
シーズン3で、本名がケイレブ・デューム（Caleb Dume）であることが初めて明かされた。
武器はブラスターと、未使用時には柄を2つに分割できる青い光刃のライトセーバー。普段はジェダイの生き残りであることを悟られぬよう、主にブラスターを使用する。
エズラに出会い彼を自身のパダワン（弟子）にする。しかし、「オーダー66」により修行半ばでマスター（師匠）のデパ・ビラバを失ったため、自身の腕はまだ未熟でジェダイの教えも全て教わってはいないことから、どうすれば弟子であるエズラを立派な師として導けるのか悩んでいる。
ゴースト・チームが、電波ジャックするために銀河帝国の電波塔を襲撃した際に銀河帝国に拘束されるが、助けに来たエズラ達によって解放される。その後エズラと共に大尋問官と再戦し勝利する。
シーズン2ではクローン戦争の経験から大規模な反乱への参加は消極的だったが、後に自ら補給物資の運搬を買って出ている。「オーダー66」の経験から、元クローン・トルーパーのレックスを危険視しており、考え方やエズラへの訓練方法など口論が絶えなかった。しかし徐々に仲間と言えるほど態度は軟化している。第17話では、ケイナン・ジャラスとしてジェダイ・ナイトへの昇格を認められた。最終話でモールにライトセーバーで両目を斬られ、失明する。
シーズン3以降は目を覆った緑の仮面をつけ（外すこともある）、髭を生やした姿で登場する（失明後の彼は座頭市にヒントを得ている）。失明した後もフォースによって周囲の状況把握が可能となり、ライトセーバー戦もこなした。
帝国軍と銀河の数々の戦闘で対決したが、惑星ロザルでプライス提督の捕虜となったヘラを救出した際、砲撃されたロザル燃料貯蔵庫の爆発に巻き込まれ、仲間たちを守るために自らの命を犠牲にした。ヘラとは仲間以上の関係となる。ケイナンが死亡したのち、ヘラとの息子、「ジェイセン・シンドゥーラ」が生まれる。
ヘラ・シンドゥーラ（Hera Syndulla）
声 - ヴァネッサ・マーシャル（米）、宮島依里（日）
ゴーストのメインパイロットにしてリーダーであるトワイレック。コードネームは「スペクター2」。
惑星ライロスの抵抗勢力チャム・シンドゥーラの娘である。
任務中も感情に流されやすい他のゴースト・チームのメンバー達をなだめることも多い大人の女性だが、怒らせると怖い面もある。大人の冷静さだけでなく時には大胆な手段も使う優秀な戦士でもある。
アソーカら反帝国組織とは以前から連絡を取っていたが、芋蔓式に反乱者が捕まることを恐れてゴースト・チームの他のメンバーにはシーズン1の最終話まで紹介しなかった。
戦闘機の操縦技術が非常に高く、並みのパイロットが乗りこなせないピーキーな戦闘機であってもその腕で乗りこなす。
シーズン2ではフェニックス・リーダーになる。また第15話で、ライロスのクエーサー・ファイア級クルーザー＝キャリア奪取作戦の際にはチャム・シンドゥーラとの確執を乗り越え、親子で協力した。
チョッパー / C1-10P（Chopper）
声 - デイブ・フィローニ
アストロメク・ドロイドC-1モデル。型番は「C1-10P」、読みは「シーワン テンピー」で愛称は「チョッパー」。コードネームは「スペクター3」。
頭部に2本のアームを収納しており、これを用いたジェスチャーを巧みに操る。短気かつ気難しい性格でよくイタズラをし、命令に従わないことも多々あるなど今までのアストロメク・ドロイドとは一風変わっている。普段の頭部はオレンジ色だが、帝国施設へ潜入する際は黒色に塗り替えられる。
平時にはゴースト・チームの他のメンバー達から邪険に扱われることもあるが、有事の際には「ゴースト」の操縦サポートなど十分な働きを見せるため、メンバー達との信頼は強い。
機械音声での言語はゼブには通じないが、ゴースト・チームの他のメンバー達には通じる。
シーズン1の第10話でゼブとケイナンがランド・カルリジアンとのギャンブルで、チップが無くなったため最後にチョッパーを賭けの対象にしたが負けて譲ることになったため、腹癒せにケイナンの命令に背いた。
クローン戦争時代には旧銀河共和国軍のYウイングに搭乗し戦い、撃墜された後にヘラに救出された。
声優は一貫して「himself」と記載されていたが、シーズン4最終話にてデイブ・フィローニの声が使用されていることが明らかにされた。
ガラゼブ・"ゼブ"・オレリオス（Garazeb "Zeb" Orrelios）
声 - スティーヴン・ブルーム（米）、稲葉実（日）
ゴーストの中でも一番力強いラサット族の戦士。コードネームは「スペクター4」。
武器はラサット族の戦士が使う遠近両用武器ボー・ライフル。戦闘能力が高く、アソーカはゼブの力は尋問官との戦いにも役に立つと評価していた。
かつてラサンの名誉衛兵隊長だったが帝国軍の攻撃から同族を守りきることができず、それを悔やんでいる。そのため帝国には人一倍強い憎しみを持つ。
英語版では「カラバスト（Karabast）」というラサットのスラングを頻繁に用いる。これは危機的状況に発される言葉であり、日本語では「なんてこった」や「まずい」などと翻訳されている。ゼブに影響されたのか、エズラもこの言葉を使ったことがある。
シーズン2の第16話ではエージェント・カラスと共に脱出ポッドで、惑星ジオノーシスの衛星であるバーリンという月に不時着し、生還するために協力関係になる。
キャラクターデザインは、チューバッカの初期デザインを元に制作された。シーズン1の第1話で「毛の生えてないウーキー」と言われたのはこのため。
サビーヌ・レン（Sabine Wren）
声 - ティヤ・シルカー（米）、田野アサミ（日）
ゴーストで主に武器や爆薬に長けた若いマンダロリアンの女性戦士。コードネームは「スペクター5」。
デス・ウォッチを率いていたヴィズラ家のレン一族の出身。惑星マンダロアの帝国アカデミー出身で、その当時は帝国側の正義を信じて疑っていなかった。帝国アカデミー時代に彼女が作り出した武器を帝国が使用し、マンダロリアンに甚大な被害をもたらしたことから一族から恨まれている。
スプレーアートを趣味としており、「ゴースト」内は（彼女の部屋だけでなくあちこち）数多くの彼女のアートで埋め尽くされている。カラフルに塗装したマンダロア装甲服を着用している。
シーズン3ではコンコード・ドーンのプロテクターからジェットパックを手に入れ、更にダソミアのナイトシスターの砦からダークセーバーを手に入れた。その後、ダークセーバーによってマンダロリアンの支持を得るため、ケイナンとエズラからダークセーバーの訓練を受けた。また、この訓練中にフェン・ラウからマンダロリアン・ヴァンブレイスを渡された。
マンダロアに帰還したサビーヌは母であるウルサ・レンの助けを得てマンダロアの総督であるガル・サクソンを打ち倒した。その後、サビーヌはダークセーバーとマンダロアを率いるにふさわしい人物を探すためマンダロアに残り、フェニックス反乱分子と別れた。
シーズン4ではスローンの攻撃からマンダロアを守る為に再び反乱分子と合流する。最終話では、ロザル解放戦で行方不明となったエズラを捜す為にアソーカと旅立つ。
デザインはシーズンを経るにつれて変更されている。髪型はシーズン1では青髪にオレンジのメッシュ、シーズン2の第2話からは青髪にグリーンのメッシュ、シーズン3より白髪にパープルのメッシュと変化した。鎧の肩当てはシーズン1では右にはビッグス・ダークライターのヘルメットと同じ模様が、左にはオレンジの背景にアヌーバが描かれていたが、シーズン2で右にオレンジの円とオーラベッシュの5が、シーズン3では左にコンヴォアが描き込まれ、最終話では右に反乱同盟軍のマークが、左にパーギルが描かれている。

### 銀河帝国
エージェント・カラス（Agent Kallus)
声 - デヴィッド・オイェロウォ（米）、丸山壮史（日）
ゴースト・チームを執拗に狙っていた帝国保安局所属エージェント。認識番号「ISB-021」。もみあげと繋がった両頬の髭が特徴。
戦闘時には、胸と背中を覆う装甲ベストと独特の形状のオープンフェイス型ヘルメットを着用する。
過去に惑星ラサン殲滅の際に指揮を執った事があり、見せしめとして原住民のラサットを皆殺しにした。その時にあるラサットの戦士と一騎討ちをし、その戦士からボー・ライフルを譲られ自分の武器にしている。また、カラスが初めて人を率いた任務である惑星オンダロンのパトロール中に、ソウ・ゲレラに雇われたラサットの傭兵に部下達を虐殺されている等、ラサットとは因縁がある。
シーズン2の第16話ではゼブと共に脱出ポッドでバーリンに不時着し、生還するために協力関係になる。やがて互いに信頼感を持つようになり、悪い扱いはしないとゴーストに乗るよう彼に誘われるが、帝国の助けを待つために断りその場に留まった。
シーズン3の第3話ではサビーヌとウェッジ・アンティリーズとホビーのスカイストライク・アカデミーからの脱出に手を貸した。第9話ではロザルの帝国軍工場に潜入したエズラとケイナンの脱出に手を貸し、自分が反乱分子のスパイ「フルクラム」の一人であることを彼らに明かした。その後も機密情報の提供を続けるが、やがてスローン大提督にスパイ行為を見破られ拘束される。しかし、アトロンの戦いの最中に命からがら脱出し、ゴーストと合流。以降は反乱同盟の一員となり、大尉として活動した。
カンバーレイン・アレスコ司令官（Commandant Cumberlayne Aresko）
声 - デイビット・ショーネシー（米）、後藤ヒロキ（日）
傲慢で残酷なロザルの司令官。
認識番号「LRC-01」。反帝国主義者を探しては反逆罪容疑で逮捕していた他、帝国アカデミーの訓練も受け持っていた。
マイルズ・グリント同様、ターキン総督のロザル着任の際、度重なる反乱分子撃退失敗の責任を取らされターキンの命令の下、大尋問官に処刑された。
マイルズ・グリント管理官（Taskmaster Myles Grint）
声 - デイビット・ショーネシー（米）、木村雅史（日）
大柄なロザルの管理官。市民を圧政し、辺境の地に帝国の暴政を植え付けた。
カンバーレイン・アレスコ同様、ターキンのロザル着任の際、度重なる反乱分子撃退失敗の責任を取らされターキンの命令の下、大尋問官に処刑された。
アムダ・ワボ（Amda Wabo）
声 - スティーヴン・ブルーム（米）
ガレル在住のアクアリッシュの男性で、武器設計技師。
マーケス・チュアを通して帝国軍と、大量のT-7イオン・ディスラプター・ライフルを取り引きしようとしたが、2人の通訳を務めたサビーヌに妨害され失敗に終わった。
ヨガー・リステ（Yogar Lyste）
声 - リアム・オブライエン（米）、佐野康之（日）
初登場時は補給官の地位にあったが、シーズン2の第11話で再登場した際には大尉に昇格している。補給官時代の認識番号は「LSM-03」。
モラド・スマールが、銀河帝国に自分の農場を売ることを拒否し続けたため彼の農場に直接赴き、帝国軍兵員輸送機を使いスマール夫妻の自宅を破壊した。その後部下のストームトルーパーに夫妻を逮捕させ兵員輸送機で連行したが、助けに来たエズラによって兵員輸送機の拘束装置を外され、失敗に終わった。
その後、惑星オルデランのレイア・オーガナが特使として現れた際にはその接待を担当した。
マーケス・チュア大臣（Minister Maketh Tua）
声 - キャス・スーシー（米）、 あいざわゆりか（日）
ロザルの女性大臣で、軍服を着た妙齢の美女。
「帝国の日」にロザルで開催された銀河帝国建国15周年のパレードでは、アリンダ・プライス総督の代理を務めた。
帝国に忠実に仕えていたが、数度にわたる反乱者確保の失敗からターキンの処罰を恐れ、帝国のロザル制圧の真の目的を報酬にゴースト・チームに助けを求める。しかし、それ自体がベイダーとカラスの罠であり、逃走用の帝国シャトルに乗り込んだ瞬間に爆死させられる。ゴースト・チームはその首謀者に仕立て上げられ暗殺者として手配された。
ヴァレン・ルドール男爵（Baron Valen Rudor）
声 - グレッグ・エリス（米）
マーケス・チュア曰くロザル1のTIEファイターパイロットである。
新型機のテストパイロットになることを条件に辺境のロザルへと転任した経歴を持つ。
ショート・ムービーではゼブに襲われ、エズラにはヘルメットなどを盗まれており、更にシーズン1の第3話ではゼブにTIEファイターを奪われ、シーズン1の第7話では「帝国の日」に新型TIEファイターを自分が乗り込む前にゴースト・チームに破壊されるなどかなり不運である。
ソクロ（Tsoklo）
声 - 日村勇紀（日）
ロザル在住のローディアンの男性。
帝国軍に反乱分子や非効率な労働者などの情報を流す傍ら、メイルーラン・フルーツなどの輸入品を販売している。
台詞こそ少ないもののシーズン1ではそこそこ登場しており、第3話ではコザルに、第7話ではジョザルやキャピタル・シティにいるなど行動範囲は広い模様。
ガル・トレイヴィス（Gall Trayvis）
声 - ブレント・スパイナー（米）、千々和竜策（日）
表向きは帝国ホロネットで周波数を乗っ取りゲリラ放送をしている、銀河帝国に不都合なこともあえて口にできる亡命中の銀河帝国元老議員。
反銀河帝国者には賞賛されていたが、実際は銀河帝国の手先であり、ウソの情報を流したり、反乱分子と接触し監視をつけたり危険とみなした人物は事故に見せかけ消していた。
ゴースト・チームに正体を知られた後は銀河帝国支持を公言する。
カシウス・コンスタンチン提督（Admiral Kassius Konstantine）
声 - ディー・ブラッドリー・ベイカー（米）、荻野晴朗（日）
スター・デストロイヤーを指揮する帝国軍提督。
軍人よりも政治家気質と評価されている。
ブロム・タイタス提督（Admiral Brom Titus）
声 - デレック・パートリッジ（米）
試作型インターディクター・クルーザーを指揮していた帝国軍提督。
インターディクターに搭載されたグラヴィティー・ウェルのテストで、ハイパー・スペースを航行していたフェニックス反乱分子のリベレーターを捕らえ、乗組員のコマンダー・ジュン・サトーやエズラ達を捕虜にした。しかし、カラスの警告を軽視したためインターディクターに潜入したケイナン、レックス、チョッパーによって彼らの脱出を許してしまう。タイタスは再度彼らを捕らえるためグラヴィティー・ウェルを起動させたが、チョッパーによってグラヴィティー・ウェルの制御装置に細工されていたためインターディクターは最寄りの帝国軍軽クルーザーも引き寄せ、味方同士で衝突し爆発してしまう。タイタスはインターディクターの脱出ポッドで脱出し、後にカラスに救出された。
シーズン3では上記の失敗から中佐に降格しており、惑星ヤルマのレクレム・ステーションの管理を任されていた。
プライス総督（Governor Pryce）
声 - メアリー・エリザベス・マクグリン（米）、林真里花（日）
ロザルを治める総督で、マーケス・チュアの上司に当たる。
シーズン1から存在は言及されていたものの登場しなかったが、シーズン3で初登場する。
シーズン1の間は惑星コルサントにおり、不在の間はマーケス・チュアを代理としていた。
帝国軍第七艦隊を率いるスローン大提督を高く評価しており、フェニックス反乱分子鎮圧のための方策を示すようターキンに問われた際には、第七艦隊の指揮権を要請した。
アージン・レリック司令官（Commandant Argin Relik）
声 - コーリー・バートン（米）、高木渉（日）
惑星モントロスのスカイストライク・アカデミーを監督する司令官。
訓練生に対して容赦は無かったが、彼の監視下で本当は何が起きているのかは知らなかった。そのためプライス総督とカラスの来訪には非常に驚いており、訓練生に裏切り者はいないと上申した。
ヴァルト・スケリス（Vult Skerris）
声 - マリオ・ヴェルナッツァ（米）、石井康嗣（日）
帝国で最も才能のあるパイロットの一人。自身のTIE/INインターセプターには卓越した戦闘能力を示す赤い印が付けられている。
惑星モントロスのスカイストライク・アカデミーでは教官を務め、訓練生には彼らの最高と命令に厳守することを求めた。訓練では、ゴーストを駆りサビーヌとウェッジを撃ち落とす実力を見せた。サビーヌとウェッジとホビーが、再度スカイストライク・アカデミーから逃走を図った際にはインターセプターで追撃するも、三人を迎えに来た反乱者達に妨害され取り逃した。
モン・モスマが公然と帝国を批難した際には、スローン大提督麾下の最も優秀なパイロットとして議員を捕える任務を受けた。この任務でスケリスは試作機TIE/Dディフェンダーに搭乗し、彼女と彼女を護衛する反乱者達と戦った。
スレイヴィン大佐（Captain Slavin）
声 - アンドレ・ソグリウゾ（米）、石井康嗣（日）
ライロスで反乱分子の討伐を行う帝国軍士官。
チャム・シンドゥーラを宿敵としているが、彼からは攻撃が下手だと見下されている。
スローン大提督の助けを借りてチャムの住居を占領することに成功し、ライロスにおける帝国本部の一つに作り替えた。
EXD-9
声 - デイビット・エイコード（米）、後藤敦（日）
E-XDインフィルトレーター・ドロイド。
反乱軍基地捜索の為にスローン大提督によってチョッパー基地があるアトロンに派遣された。アトロン到着直後クリクナに襲われ記憶障害となり、ゼブに拾われた。その後「反乱者」というキーワードで記憶を取り戻した。基地内で戦闘モードに変形し戦闘になるもゼブに捕獲されAP-5にプログラムを書き換えられ、帝国艦隊に帰還後自爆する。

### 尋問官
大尋問官（The Grand Inquisitor）
声 - ジェイソン・アイザックス（米）、咲野俊介（日）
惑星ウータパウ出身のエイリアン、パウアンの男性で、本名は不明。
ベイダーの命を受けてジェダイ狩りを行っている。
シーズン1では「尋問官（Inquisitor）」と呼ばれていたが、英語版のシーズン2でシスター・セブンが彼を指して「Grand Inquisitor」と呼んだことにより、正確な地位は尋問官を統べる高位の「大尋問官」であったことが判明する。
旧銀河共和国時代にはジェダイ聖堂を守るジェダイ・テンプル・ガード（地位はジェダイ・ナイト）を務めており、『クローン・ウォーズ』テレビシリーズでジェダイ聖堂での爆破テロの犯人であるバリス・オフィーを連行した中の一人が彼である。そのためジェダイを熟知しており、ケイナンについても本名や師匠など、「オーダー66」以前の情報は知っていた。ケイナン達によって暴かれるまでは、「オーダー66」で殺害されたジェダイ・マスターのルミナーラ・アンドゥリィの死体を餌に使って、逃亡中のジェダイを狩っていた。
ゴースト・チームが電波ジャックするために銀河帝国の電波塔を襲撃した際にケイナンを拘束し、ターキンの搭乗旗艦であるインペリアルI級スター・デストロイヤー「ソヴェリン」内で拷問にかけるが、助けに来たエズラによりケイナンは解放される。その後、ケイナンやエズラと再戦するが、ケイナンにダブル＝ブレード・ライトセーバーの柄を壊され敗北。ケイナンに「自分が何を解き放ったか分からないだろう。死よりも遥かに恐ろしいものがあるのだ」と言い残し、ハイパードライブの爆発に自ら身を投げ死亡する。
シーズン2の第17話では、ジェダイ聖堂のビジョンとしてジェダイ・テンプル・ガードの姿で登場する。ケイナンと対峙し、ケイナンをジェダイ・ナイトに昇格させる。その後、聖堂に押し入るブラザー・フィフスとシスター・セブンの足止めを買って出た。
ブラザー・フィフス（Fifth Brother Inquisitor）
声 - フィリップ・アンソニー・ロドリゲス（米）、木内秀信（日）
シーズン2から登場する屈強で大柄なヒューマノイドの男性尋問官。
ゴースト・チームを見つけて正義を執行するためにベイダーが派遣した。
反乱者やフォース感知者を滅ぼすことに喜びを見いだしている。
他の尋問官と違い、目の色が彼のみ黄色でない。
シーズン2の最終話ではエズラ達を追ってマラコアに向かうが、そこでモールに殺害された。
キャラクターデザインは、『フォースの覚醒』用に作成された悪役の絵を元にしている。
シスター・セブン（Seventh Sister Inquisitor）
声 - サラ・ミシェル・ゲラー（米）、深見梨加（日）
シーズン2から登場するミリアランの女性尋問官。
アソーカと彼女の友人である反乱者達を探すためにベイダーが派遣した。
ブラザー・フィフスと共に行動し、ID9シーカー・ドロイドを好んで使用する。
シーズン2の最終話ではエズラ達を追ってマラコアに向かうが、そこでモールに殺害された。
ブラザー・エイト（Eighth Brother Inquisitor）
声 - ロバート・デイモンド・ハワード（米）、中尾みち雄（日）
シーズン2から登場するテレリアン・ジャンゴ・ジャンパーの男性尋問官。
ベイダーの命によりモール捜索のためマラコアに送られるが、ケイナンと闘った際にライトセーバーの柄を破壊され、勝ち目が無くなり逃げるためにそのライトセーバーで飛行を試みたが柄がバラバラになって飛行状態を保てなくなり、墜落死した。

### ロザルの反乱分子
スマール夫妻（Mr. and Mrs. Sumar）
声（モラド） - リアム・オブライエン（米）、設楽統（シーズン1）（日）
声（マリダ） - ヴァネッサ・マーシャル（米）
ロザル出身ロザル在住の農場を持つ夫妻で、夫がモラド（Morad Sumar）、妻はマリダ（Marida Sumar）。
モラドが銀河帝国に自分の農場を売ることを拒否し続けたため、ヨガー・リステ率いる帝国軍兵員輸送機に自宅を破壊されてしまう。その後夫妻は、リステの部下のストームトルーパーに逮捕され兵員輸送機で連行されたが、助けに来たエズラによって兵員輸送機の拘束装置を外され、解放された。
シーズン3ではライダーと共にロザルで反帝国活動に参加しており、モラドは工場で破壊工作員として、マリダは戦闘員として活動していた。しかし、モラドはスローン大提督に自身が細工したバイクのテストを行わされ爆死する。
ブリッジャー夫妻（Mr. and Mrs. Bridger）
声（エフライム） - ディー・ブラッドリー・ベイカー（米）
声（ミラ） - キャス・スーシー（米）
エズラの両親で夫がエフライム（Ephraim Bridger）、妻はミラ（Mira Bridger）。かつてロザルで反銀河帝国のゲリラ放送を行い、エズラが7歳の頃に帝国に拉致された。シーボは夫妻が帝国の刑務所のどこかに囚われているとの情報を得ており、ヘラにこの情報を伝えている。
ライダー・アザディによると夫妻はエズラが行ったゲリラ放送を聞いていることから、少なくともその時点までは生存していた。その後、その放送に勇気づけられる形で脱獄を計画した。夫妻は多くの人を脱獄させたが、他の囚人を逃がすことを優先したため逃げきれずに殺害された。
シーボ（Tseebo）
声 - ピーター・マクニコル（米）、小野塚貴志（日）
エズラの両親の友人であるローディアン。
ミラとエフライムが捕まった後は下級技師として帝国に仕え、「ロボト＝テック・ヘッドギア」を移植する。後に帝国軍の秘密設計図やアウター・リム支配の計画を持ち出して逃亡したことから、帝国軍に追われるようになる。
機械の移植から言動等が支離滅裂になっていたが、ゴースト・チームに救われフルクラムに引き取られた。
ブリッジャー夫妻が帝国の刑務所に囚われているとの情報を得ており、ヘラにこの情報を伝えている。この情報を元にケイナンとヘラは密かにブリッジャー夫妻の捜索を開始した。
コマンダー・ジュン・サトー（Commander Jun Sato）
声 - キーオン・ヤング（米）、魚建（日）
ゴースト・チームが所属するフェニックス反乱分子の司令官。
慎重な性格だが、時に大胆な行動に出る事もある。基本的に堅物だが、部下からの進言にも耳を傾ける柔軟さも持ち合わせる。
エズラの無鉄砲さに厳しい面も見せるが、その分期待も寄せており、活躍に応じて彼を昇進させている。
座乗艦はペルタ級フリゲート「フェニックス・ホーム」。本艦がベイダーのTIEアドバンストx1に破壊された後はCR90コルヴェット「リベレーター」を臨時旗艦にした。帝国軍からクエーサー・ファイア級クルーザー/キャリアーを奪取した際にこれを「フェニックス・ネスト」と名付け新旗艦とする。
アイアン中隊のマート・マティンは甥であり、彼のサトーズ・ハンマーは元々サトーの物だった。
帝国軍からは、反乱組織の中でも大物としてマークされており、スローン大提督にマイカポ宙域最高の戦術家と評される指揮官。
クアリー（Quarrie）
声 - コーリー・バートン（米）、中博史（日）
惑星シャンティポールで戦闘機を開発していたモン・カラマリ。パートナーはアストロメク・ドロイドのBG-81。レックスとは旧知の仲。
気難しい性格で、当初ブレードウイングの引き渡しにも難色を示していたが、ヘラのパイロットの腕を信じ託す。
ケツー・オンヨ（Ketsu Onyo）
声 - ジーナ・トーレス（米）、斉藤貴美子（日）
サビーヌの元友人で、「ブラック・サン」という組織に所属するマンダロアの賞金稼ぎ。過去サビーヌとは帝国アカデミーで姉妹同然に育ち、銀河で恐れられる存在になるという夢を持って帝国アカデミーを2人で脱走したが、ケツーがサビーヌを裏切った事により別々の道を行くことになる。
サビーヌが反乱同盟軍で請け負った旧式ドロイドEG-86ユニットの受け取りの際に再会、過去のわだかまりもあり対立するが、共通の危機を前にかつてのように協力した。
シーズン2の第18話で再登場した際には反乱者の一員として行動しており、惑星アトロンまでの飛行をサポートした。
ライダー・アザディ（Ryder Azadi）
声 - クランシー・ブラウン（米）、天神英貴（日）
ブリッジャー夫妻を援助していた元ロザル総督。
反逆罪に問われ刑務所に送られていたが、ブリッジャー夫妻の協力で脱獄に成功する。
当初は戦うことを拒否していたが、ゴースト・チームを手助けした後反乱への参加を表明する。
シーズン3ではロザルの反帝国活動の中心人物となり、妨害活動を行っていた。
フェン・ラウ（Fenn Rau）
声 - ケヴィン・マクキッド（米）、仲野裕（日）
マンダロアの植民地コンコード・ドーン星系の組織プロテクターのリーダー格であるマンダロリアン。
かつて、旧共和国軍で戦闘機パイロットを養成する教官を務めた事もあり、クローン戦争では第3次マイギートーの戦いで活躍した。
当初は帝国に仕えており、コンコード・ドーン星系の通過許可を求める交渉に訪れたヘラの部隊を問答無用で撃墜した。その後、ケイナンとサビーヌによって捕獲され、反乱組織の捕虜となり、フェニックス反乱分子はコンコード・ドーン星系の通過を見逃されるようになった。
ガル・サクソンによってコンコード基地のプロテクターを壊滅させられた後は、サクソンへの反抗を決意した。
自らの意志で反乱分子に協力するようになったラウはケイナンにダークセーバーの歴史を教え、マンダロリアンにとっての意味を伝えた。その後、サビーヌがダークセーバーの訓練を行った際には彼女に協力し、マンダロリアン・ヴァンブレイスを提供した。
サビーヌがダークセーバーの訓練を終え、帰郷した際にもラウは彼女に付き従った。サビーヌの母であるウルサ・レンがサクソンへの反抗を決意するとラウは、ケイナンやエズラと共にインペリアル・スーパー・コマンドーと戦った。サビーヌとサクソンの決闘の後、ラウはサビーヌと共にマンダロアに残る決意をし、ケイナンやエズラと別れた。
AP-5
声 - スティーヴン・スタントン（米）、麻生智久（日）
帝国軍貨物船の在庫管理ドロイドとして従事していたRA-7プロトコルドロイド。男性プログラムで几帳面な性格。
胸には拘束ボルトが付けられて船長に虐待されていた。
クローン戦争時代には旧共和国軍の軍事アナリストとして参加したが、指揮官が戦死したため戦後降格させられた。
貨物船に成り行きで密航してきたチョッパーに出会い友達となり、帝国に反抗して自由の身となる。助けられた恩に報いるため、反乱者が基地に使える惑星としてアトロンを紹介し、自身も反乱分子の一員となる。
マート・マティン（Mart Mattin）
声 - ザカリー・ゴードン（米）、吉野裕行（日）
アイアン中隊のリーダーにしてサトーズ・ハンマーの船長。ジュン・サトーの亡き兄弟の息子。サトーと姓が違うのは母方の姓を名乗っているため。
故郷に思い入れがあり、惑星マイカポで友達と共にサトーズ・ハンマーで抵抗を続けていたが、帝国軍軽クルーザーとの交戦を経てフェニックス反乱分子との合流を決意する。
名前はルーカス・フィルム・ストーリー・グループのマット・マーティンに因む。
R3-A3
アイアン中隊のメンバーであり、気まぐれにして縄張り意識が強いR3アストロメク・ドロイド。サトーズ・ハンマーの維持を担当する。
当初はゴースト・チームの助けに反感を覚えていたものの、チョッパーと強い絆を結ぶようになり、ハイパードライブの修理とマグノ＝マインの除去をチョッパーと共に行った。
グーティ・テレズ（Gooti Terez）
声 - メレディス・アン・ブル（米）、小林さとみ（日）
アイアン中隊のメンバーである紫色の肌をしたシーリン。
恐れることなく帝国と遭遇し、自身が戦闘員であることを証明した。
名前はルーカス・フィルムの広報担当であるアンディ・グティエレスに因む。
ジョナー・ジン（Jonner Jin）
声 - エリック・ロペス（米）、山橋正臣（日）
アイアン中隊のメンバーであり、力仕事担当。
マートとグーティには絶えることのない忠誠を誓っている。
名前はStarWars.comが配信しているウェブ番組『The Star Wars Show』のカメラマン、編集者、プロデューサーを兼ねるジョン・ハーパーに因む。

### その他
ワルファロ（Wullffwarro）
ウーキー族の大人の男性で、同族のキットワーの父親。
クローン戦争時代にはキャッシークの戦いに参加し、ヨーダ率いる旧共和国軍と共に独立星系連合軍のドロイドから惑星キャッシークを防衛した。
銀河帝国樹立後、ワルファロ親子らウーキー達は銀河帝国に捕えられ惑星ケッセルのスパイス鉱山で奴隷として働かされていたが、助けに来たにゴースト・チームに解放された。その後、ウーキー達はゴーストでケッセルを離れ、オージタック対奴隷商人ガンシップに乗り移った。
キットワー（Kitwarr）
ウーキー族の子供の男性で、同族のワルファロの息子。
銀河帝国樹立後、キットワー親子らウーキー達は銀河帝国に捕えられ惑星ケッセルのスパイス鉱山で奴隷として働かされていたが、助けに来たにゴースト・チームに解放された。その後、ウーキー達はゴーストでケッセルを離れ、オージタック対奴隷商人ガンシップに乗り移った。
シカトロ・ヴィザーゴ（Cikatro Vizago）
声 - キース・ザラバッカ（米）、藤高智大  (日)
ロザルの裏社会を牛耳る「ブロークン・ホーン・シンジケート」のリーダー。種族はデヴァロニアン。
主な取引相手はゴースト・チーム。契約をするときには「おじぎ」をする。
ケイナンが銀河帝国に捕らわれた際、エズラに何でも言うことを聞くことを条件にケイナンの情報を提供した。
シーズン2の第5話では、自身の船である「ブロークン・ホーン」をホンドー・オナカーに制圧され船の牢に閉じ込められていたが、上述のエズラとの契約を行使し船を取り戻す。
『フォースの覚醒』では惑星タコダナのマズ・カナタの城に様々な旗が飾られているが、その中に「ブロークン・ホーン・シンジケート」のシンボルが描かれた旗も飾られている。
ジャイ・ケル（Jai Kell）
声 - ダンテ・バスコ（米）
エズラが帝国アカデミーに潜入した時の同期のストームトルーパー候補生。
家族に母親がいる。
「デブ・モーガン」の偽名を名乗るエズラとコンビを組んでいた所、エズラがレオニスを上位にさせるためにケルを蹴落としたことから、信用を失いかける。しかし、成績が良すぎてスパイ又はフォースの素質があると疑われ大尋問官に狙われているとエズラに知らされ、帝国アカデミーを脱走する。
ザーレ・レオニス（Zare Leonis）
声 - ブライトン・ジェームス（米）、奥田隆仁（日）
エズラが帝国アカデミーに潜入した時の同期のストームトルーパー候補生。
ダーラという姉がおり、表向きは脱走したと聞かされているが、信じておらず銀河帝国に恨みを持っていたため、エズラが反乱分子と知ってからも協力する。エズラとケルを逃がした後は姉の手がかりを探すため、帝国アカデミーに残る。その後3級に昇進、アーカニス士官学校に転属になる。
その後の顛末は、ジュニアノベルの『Servants of the Empire』シリーズで語られている。
オールド・ジョー（Old Jho）
声 - ディー・ブラッドリー・ベイカー（米）
ロザルの街のジョザルにあるバー「オールド・ジョーズ・ピット・ストップ（オールド・ジョーのピット・ストップ）」のマスターであるイソーリアンの老人。翻訳機を通して話す。
帝国のことはあまり良く思っておらず、ホロネットニュースを常に流せという帝国の指示を無視している。
ターキンからの処罰を恐れてゴースト・チームに助けを求めるチュアに執拗に頼まれ、彼らと連絡をとった。
ロザルの荒くれ者の中でも影響力は高いらしく、ジョザルの名前は彼のジョーから取られている。
シーズン3では、ライダーと共にロザルで反帝国活動に参加している。
アズモリガン（Azmorigan）
声 - ジェームズ・ホン（米）
犯罪組織のボス。種族はジャブロジアン。
ランド・カルリジアンとの契約相手だったが、彼に裏切られたため恨みを持っている。
シーズン2の第5話でホンドー・オナカーの取引相手として再登場したが、正当な取引をするつもりはなく、ホンドーやエズラと対峙する。
シーズン3の第8話で帝国軍の輸送船の積荷を入手するためにホンドーと一時的に手を組むが、お宝を巡って諍いばかりしていた。
デザインは『スター・ウォーズ エピソード6/ジェダイの帰還』でのジャバ・ザ・ハットの初期案を元にしている。
チャバ（Chava）
声 - グレイ・デリスル（米）、高山みなみ（日）
ラサットの生き残りの預言者。「アシュラ」という形でフォースのライトサイドを信仰している。
ゼブと再会したことで、ラサットの古い言い伝えにある新天地リラ・サンを見つけ移住する。
グロン（Gron）
声 - ゲイリー・アンソニー・ウィリアムズ（米）、浦山迅（日）
ラサットの生き残りのゼブの部下であった衛兵。元は戦士であったが今は戦いは拒んでいる。
ゼブと再会したことで、ラサットの古い言い伝えにある新天地リラ・サンを見つけ移住する。
ダイサー（Dicer）
声 - アシュリー・エクスタイン（米）、本名陽子（日）
フェニックス戦隊に仕えたスターファイター・パイロット。
RZ-1 Aウイング・インターセプターによって構成されるフェニックス中隊に所属し、コールサインは“フェニックス6”、階級は中尉だった。コマンダー・ジュン・サトー率いるフェニックス戦隊はアウター・リム・テリトリーの惑星アトロンにチョッパー基地を設立する。フェニックス中隊隊員はアトロン・コーラル・メサの各地にセンサー・ビーコンを配置する仕事を任され、ダイサーもAウイングでセンサーを運んだ。作業を終えた後、ダイサーはアトロンに棲息するクモ型クリーチャーのクリクナに襲われて命を落とす。ダイサーの行方を調査したサビーヌ・レンとクローン・キャプテン・レックスは、安全と思われていたアトロンに予期せぬ脅威が潜んでいたことを知った。
ベンドゥ（Bendu）
声 - トム・ベイカー（米）、宝田明（日）
惑星アトロンの反乱軍基地近くに住む太古の存在。巨体であり、アトロン特有の珊瑚のような岩に擬態している。
深い眠りについていたが、ケイナンの存在を感じて目を覚ます。その後、ケイナンに呼ばれ、盲目の彼に恐怖と後悔を取り去るための訓練を与えた。
フォース感知者であるがジェダイにもシスにも属さず、自身を光と闇の中間の存在と称している。
「ベンドゥ」という用語は「ジェダイ・ベンドゥ」というジェダイ・ナイトに相当する用語としてスター・ウォーズの初期稿に登場している。日本語版での宝田明の起用は、ゴジラファンのデイブ・フィローニ監督のオファーで実現した。
メルチ（Melch）
ヤルマのレクレム・ステーションで働いていたアグノート。番号は労働者429。
エズラ、ゼブ、サビーヌ、レックス、チョッパーが旧共和国軍のYウイング奪取のためレクレム・ステーションを訪れた際メルチはホンドーと取引し、自由を条件に彼らに協力した。
レイク・ガーリー（Rake Gahree）
声 - コーリー・バートン（米）、高木渉（日）
帝国軍のスカイストライク・アカデミーに在籍していた帝国士官候補生。
反乱軍兵士「フルクラム」の勧誘を受けてウェッジやホビーと共に反乱軍に亡命しようとしたが、乗っていたTIEファイターのソーラー・コレクター翼をプライスに遠隔操作で外され、更にスケリスのTIE/INインターセプターに機体を撃墜され死亡した。
クリック＝クラック（Klik-Klak）
惑星ジオノーシスにいたジオノーシアンの唯一の生き残り。
ジオノーシアンの女王の卵を守るためバトル・ドロイドを修理し使っていた。ソウに脅されつつも、ジオノーシアンを絶滅に追いやった毒ガスタンクにエズラ達を導き、卵と共に地中奥深くへと去った。
クローン戦争時代にソウの妹がジオノーシアンが作った兵器に殺されたため、彼に嫌悪されていた。
ウルサ・レン（Ursa Wren）
声 - シャーミラ・デバー（米）、小林優子（日）
サビーヌの母親でレン一族の長。
夫が帝国に捕らわれたため、ガル・サクソンに仕えていた。厳格な性格で一族の裏切り者となったサビーヌが帰還した時も冷徹な面を見せたが、実際は家族思いでありエズラとケイナンをサクソンに渡してでもサビーヌを守ろうとした。しかしサクソンにより一族が殺されそうになると反旗を翻し、サクソン一族と決別した。
トリスタン・レン（Tristan Wren）
声 - リテッシュ・ラジャン（米）、木下尚紀（日）
サビーヌの兄弟。
サビーヌによるレン一族の汚名を雪ぐためガル・サクソンに仕えていた。しかしサクソンにより一族が殺されそうになると反旗を翻し、サクソン一族と決別した。
ジェイセン・シンドゥーラ（Jacen Syndulla）
ケイナンとヘラの間に生まれた子供。本作のエピローグで「エンドアの戦い」では母ヘラと共にゴーストで参戦したことが語られている。
アースキン・セマージ（Erskin Semaj）
声 - ジョシュ・ブレナー（米）、中尾みち雄（日）
モン・モスマ元老院議員の補佐官。
モスマが銀河帝国から亡命した後は、初期反乱軍および共和国再建のための同盟に仕えた。セマージとゴールド中隊の隊員は亡命中のモスマをエスコートし、ヘラ・シンドゥーラ率いるスペクターズ反乱分子と合流した。その後、セマージたちは帝国軍の追跡をしのぎながらダントゥインへ逃げ延び、反乱同盟の創設に立ち会った。
タイソン（Tyson）
声 - フィル・ラマール（米）
初期反乱軍に所属したスターファイター・パイロット。
BTL-A4 Yウイング強襲用スターファイター/ボマーから成るゴールド中隊に所属し、コールサイン・“ゴールド3”を担当した。タイソンはハンドオフ作戦に参加した際に戦死した。
ゴールド2（Gold Two）
声 - メアリー・エリザベス・マクグリン（米）、折笠富美子（日）
初期反乱軍のゴールド中隊に所属した女性パイロットのコールサイン。
彼女はゴールド・リーダー・ジョン・“ダッチ”・ヴァンダーに率いられ、亡命中のモン・モスマ元老院議員を護衛した。ゴールド中隊の隊員はスペクターズ反乱分子の宇宙船＜ゴースト＞とドッキングしてYウイングの燃料補給を行ったが、ゴールド2は帝国軍の攻撃で船が揺れた際に転倒して意識を失ってしまった。そのため、反乱者エズラ・ブリッジャーが彼女の代理でYウイングに乗り込み、アーキオン星雲における戦闘に参加した。その後、彼女はダントゥインの軌道でモスマ議員のスピーチを見守り、反乱同盟の誕生に立ち会った。

## シリーズ既存キャラクター

### 実写映画本編
本シリーズの実写映画本編より登場したキャラクター。

#### ジェダイ/反乱分子
オビ＝ワン・ケノービ（Obi-Wan Kenobi）
声 - ジェームズ・アーノルド・テイラー（ホログラム）・ スティーヴン・スタントン（ベン・ケノービ）（米）、森川智之（日）
アナキン・スカイウォーカーの元師匠で、「オーダー66」を生き延びたジェダイ・マスター。銀河中の全ジェダイに身を潜めるようメッセージを発信した。
シーズン3では「ベン・ケノービ（Ben Kenobi）」として登場し、モールによって道を見失ったエズラ・ブリッジャーを導き、モールと対峙した。
ベイル・オーガナはオビ＝ワン・ケノービが死んだという情報を流しており、反乱分子の間でケノービは死んだものとして思われていた。
R2-D2
C-3POと共に行動するアストロメク・ドロイド。
ベイル・オーガナにT-7イオン・ディスラプターを帝国軍から奪う任務を与えられ、任務の最中にゴースト・チームに協力した。
C-3PO
声 - アンソニー・ダニエルズ（米）、岩崎ひろし（日）
R2-D2と共に行動し、帝国のシャトルで通訳をしていたプロトコル・ドロイド。
ベイルにT-7イオン・ディスラプターを帝国軍から奪う任務を与えられ、任務の最中にゴースト・チームに協力した。
ベイル・オーガナ（Bail Organa）
声 - フィル・ラマール（米）、てらそままさき（日）
レイア・オーガナの養父である元老員議員。密かに銀河帝国に対する反乱組織を集めている。
C-3POとR2-D2に、T-7イオン・ディスラプターを帝国軍から奪う任務を与えロザルに送りこみ、遂行後の彼らを無事返してくれたケイナンに謝礼金を支払った。
シーズン1の最終話でフェニックス反乱分子の後援者として再登場し、ゴースト・チームに自らの名前を明かした。
ヨーダ（Yoda）
声 - フランク・オズ（米）、多田野曜平（日）
「オーダー66」を生き延びた最高位のジェダイ・マスター。
ロザルのジェダイ寺院で試練を受けるエズラと、彼の師として迷いを持つケイナンを導く声として現れる。彼らが再び寺院を訪れた際、ケイナンには大尋問官のビジョンを見せ、エズラには対話してアドバイスを与えた。
レイア・オーガナ（Leia Organa）
声 - ジュリー・ドーラン（米）、川庄美雪（日）
ベイル・オーガナの代理として来たオルデラン王家の姫。帝国元老院の議席は持っていないが、ベイルの代理として帝国内での地位は高い。秘密裏に反乱への支援もしている。
反乱者への宇宙船供給の為にロザルへ来た際に、ゴースト・チームやライダー・アザディと接触する。
アナキン・スカイウォーカー（Anakin Skywalker）
声 - マット・ランター（米）、浪川大輔（日）
アソーカの元師匠で、レックスの元上官のジェダイ・ナイト。
クローン戦争中は最強のジェダイとして名を馳せており、クローン・トルーパーの精鋭部隊である第501大隊を率いる将軍だった。
ジェダイ聖堂でライトセーバーの使い方を教授したことがあり、その時の記録がケイナンのホロクロンに保管されている。
ウェッジ・アンティリーズ（Wedge Antilles）
声 - ネイサン・クレス（米）、金丸淳一（日）
帝国軍のスカイストライク・アカデミーに在籍していた帝国士官候補生。訓練時のコールサインは「TIE-SS25」。
反乱軍兵士「フルクラム」の勧誘を受けて反乱軍に亡命した。
ホビー（Hobbie）
声 - トレバー・デュバル（米）、加瀬康之（日）
帝国軍のスカイストライク・アカデミーに在籍していた帝国士官候補生。
本名はデレク・クリヴィアン（Derek Klivian）でホビーは愛称だが、本作では一貫してホビーと呼ばれる。
反乱軍兵士「フルクラム」の勧誘を受けて反乱軍に亡命した。
尚、本シリーズの公式データバンクではビッグズ・ダークライターと共に反乱軍に亡命したと書かれており、本作と矛盾する。これは彼が登場したエピソードが元々はダークライターの亡命を描く予定だったためだと思われる。尚、パブロ・ヒダルゴはその矛盾について、後にビッグズと再度脱走したのだろうと述べている。
モン・モスマ（Mon Mothma）
声 - ジェネヴィーヴ・オーライリー（米）、さとうあい（日）
惑星シャンドリラ代表の元老院議員。
「ゴーマンの虐殺」への批難を公然としたことから帝国に指名手配されており、ダントゥインまでの護衛をゴースト・チームに依頼する。
ゴールド・リーダー（Gold Leader）
声 - ユーリ・ローエンタール（米）、堀内賢雄（日）
惑星オンダロン出身のパイロット。本名はジョン・ヴァンダー（Jon Vander）、愛称はダッチ（Dutch）。
ゴールド中隊を率い、モン・モスマの護衛のためゴーストを援護する。
ジャン・ドドンナ将軍（General Jan Dodonna）
声 - マイケル・ベル（米）、秋元羊介（日）
反乱分子「マサッシ部隊」を率いる惑星コメナー出身の軍事指導者。

#### 銀河帝国
ダース・ベイダー（Darth Vader）
声 - ジェームズ・アール・ジョーンズ、マット・ランター（シーズン2/22話一部シーン）（米）、大平透（シーズン1）、楠大典（シーズン2以降）、浪川大輔（シーズン2/22話一部シーン）（日）
銀河帝国軍を率いるシスの暗黒卿。ロザルの反乱組織活発化に伴い、皇帝直々の命令を受け派遣される。愛機はTIEアドバンストx1。
実力は非常に高く、エズラとケイナンは二人で勝負を挑むも、その圧倒的な戦闘力の前に全く歯が立たなかった。何とか逃げおおせた後も、ケイナンは「レベルが違いすぎる」と驚愕していた。またモールも、自分一人では勝てない相手と評している。
反乱組織の追撃中に、アナキンの元パダワンで元ジェダイのアソーカのフォースを感じ、彼女の生存を知る。
シーズン2の最終話では尋問官の報告を受けマラコアのシスの寺院で反乱者たちと対峙する。アソーカに崩壊する寺院に足止めされたものの、寺院から脱出している。
ターキン総督（Governor Tarkin）
声 - スティーヴン・スタントン（米）、小形満（日）
反乱分子の活動が活発になったためロザルを訪問した悪名高い帝国軍総督。階級は総督の中でも最高位のグランド・モフであり、アウター・リム全域を統治する権限を持つ。その地位は銀河帝国でも皇帝に次ぐ。
かつてアナキン等ジェダイと共に行動したこともあるが、今はジェダイは1人残らず死に絶え、反乱者がジェダイであるはずがないと断じる。
ケイナンら反乱分子撃退で失敗続きのアレスコとグリントを大尋問官に処刑させ、自ら反乱分子を捕えるために行動しケイナンを捕獲することに成功している。
旗艦はインペリアルI級スター・デストロイヤー「ソヴェリン」であったが、ケイナンを惑星ムスタファーに護送している途中でゴースト・チームに破壊されている。
度重なるフェニックス反乱分子を見かねたターキンはプライス総督を呼び出し、彼女に帝国軍第七艦隊を率いる事を許可した。
シーヴ・パルパティーン皇帝 / ダース・シディアス（Emperor Sheev Palpatine / Darth Sidious）
声 - サム・ウィットワー（米）（シーズン2）、イアン・マクダーミド（米）（シーズン4）、稲垣隆史（日）
絶大な力を持つシスの暗黒卿でもあり、ダース・ベイダーの師でもある銀河帝国皇帝。
ベイダーにロザルの反乱組織の鎮圧を命じる。
シーズン4では「狭間の世界」の調査・掌握を望んでおり、そこでエズラとアソーカを捕らえようとしたが逃げられる。
ウルフ・ユラーレン大佐（Colonel Wullf Yularen）
声 - トム・ケイン（米）、星野充昭（日）
帝国保安局の長官。カラスの上司である。
かつてはクローン戦争で旧共和国軍の提督として戦い、アナキンの旗艦であるヴェネター級スターデストロイヤー「レゾリュート」の艦長を務めた。戦後に帝国軍の保安局に転身している。
フルクラムと呼ばれる反乱者のスパイを暴くため、スローン大提督に協力した。
帝国軍でも保安局の長官として名を知られており、ユラーレンの追求を逃れるものは存在しないと噂されている。

#### その他
ランド・カルリジアン（Lando Calrissian）
声 - ビリー・ディー・ウィリアムズ（米）、若本規夫（日）
銀河的企業家を自称するギャンブラー。
チョッパーを賭けたギャンブルでゼブに勝ち、チョッパーを取り戻すための条件として、貴重鉱物を嗅ぎ付ける動物をアズモリガンから強奪するためにゴースト・チームを利用した。
シーズン2の第1話では、帝国軍から盗んだ帝国シャトルに乗り込んだゴースト・チームのロザル脱出をトランスポンダーで支援する。
モール（Maul）
声 - サム・ウィットワー（米）、山路和弘（日）
マラコアでエズラが出会ったザブラクの老人。当初オールドマスター（Old Master）と名乗り、尋問官達からは「シャドウ」と呼ばれる。最早シスではないため、「ダース」の名は捨て「モール」と名乗っている。
武器は仕込み杖として使っていたダブル＝ブレード・ライトセーバーで、老いた今でも剣技やフォースで尋問官達を圧倒する実力を見せる。
シス（皇帝）によって名前、母（マザー・タルジン）、兄弟（サヴァージ・オプレス）を失ったことから彼を憎んでいる。そのため帝国とは敵対関係にあり、尋問官達から狙われている。
マラコアでエズラと出会い、協力してシス・ホロクロンを入手する。エズラは、彼と同行するうちに彼を信用するようになるが、彼はエズラを自身の弟子にしようと画策していた。尋問官達を倒した後から態度を変え、隙を突いてケイナンの両目をライトセーバーで斬り失明させる。シスの寺院が崩落する際には、尋問官のTIEアドバンスト・プロトタイプで脱出した。
マラコアからの脱出後は銀河に混乱をもたらすために活動している。
数十年にわたる復讐への渇望から正気を失いかけており、落ち着きを失っている。
かつて達成出来なかった仕事を完了させることで自身の傷を癒やす事を望んでいる。
長年の逃亡生活から銀河の秘密が隠されている場所を熟知している。
シーズン3ではホロクロンの英知を得るためエズラと取引し、その結果オビ＝ワンがタトゥイーンで生存していることを知る。その後、エズラを利用してオビ＝ワンの元に赴き、決着を付けるべく戦いを挑んで敗北。その際、オビ＝ワンから運命の子供がタトゥイーンにいることを聞かされると、｢我らの復讐は達成される｣と満足げに答えて死亡した。

### スピンオフ作品
本シリーズのスピンオフ作品である実写映画、3DCGアニメ、小説、コミックなどより登場したキャラクター。

#### 反乱分子
アソーカ・タノ / フルクラム（Ahsoka Tano / Fulcrum）
声 - アシュリー・エクスタイン（米）、伊藤静（日）
クローン戦争時にアナキンのジェダイ・パダワンだったトグルータ。
アナキンやレックスが率いる第501大隊のクローン兵と共にクローン戦争を戦い多くの戦果を残す。しかし、とある事件からジェダイ・オーダーを脱退しアナキンの元から去った。
銀河帝国樹立後は反乱組織の一員として活動し、「フルクラム」というコードネームを作り、ヘラに情報を提供していた。シーズン1の最後にゴースト・チームと対面、シーズン2から本格的に登場しゴースト・チームを反乱組織に参加させる。
ゴースト・チームと共に「ゴースト」で、ベイダーの愛機TIEアドバンストX1との戦闘を行った際、フォースを通じてベイダーの正体を感じ取る。その後、ベイダーの手によって戦力が激減したフェニックス反乱分子へ新たな戦力として、かつて「クリストフシスの戦い」から「マンダロア包囲戦」までを共に戦った戦友である元クローン・トルーパーのレックスを紹介。長い間、連絡が取れなかったレックスの捜索任務をゴースト・チームに与える。その後、レックスと再会した際には互いの生存を喜んだ。
ケイナンとエズラとゼブが、3人がかりでも歯が立たなかったブラザー・フィフスとシスター・セブンに対し、アソーカは1人で優位に戦いを進める実力をみせた。
マラコアのシスの寺院でベイダーと激しい戦いを繰り広げ、彼の仮面の一部を破壊し仮面の下の顔をみた彼女は「あなたを置いてはいかない、今度こそね」と言い残し崩壊するシスの寺院の中に残り、生死不明となるが、シーズン4で「狭間の世界」のエズラに救出される。最終話でロザル解放戦で行方不明となったエズラを捜すためにサビーヌと旅立つ。
レックス（Rex）
声 - ディー・ブラッドリー・ベイカー（米）、金田明夫（日）
識別番号「CT-7567」。クローン戦争時にはアナキン・スカイウォーカー率いる第501大隊のキャプテン（終戦時はコマンダー）として活躍した。
公式の記録上はアソーカ・タノや部下の第501大隊のクローン兵たちと共にクルーザーの墜落に巻き込まれ死亡したことになっていたが、実際にはアソーカと共に死を装い帝国からの逃亡生活を送っていた。しばらくしてアソーカと別行動をとったレックスは、辺境の惑星シーロスでグレガーやウォルフと共に改良型AT-TEに居住しながら隠居生活を送っていた。
ベイダーの奇襲によって戦力が激減したフェニックス反乱分子への新たな戦力確保のため、アソーカに捜索を依頼されたケイナン、エズラ、ゼブ、サビーヌが接触した。彼らの逃亡に協力し、改良型AT-TEで帝国軍のAT-ATと戦い勝った後フェニックス反乱分子に合流した。合流後は旧銀河共和国時代の軍事基地や新型戦闘機の入手経路などの情報を提供し、フェニックス反乱分子の戦力増強に貢献した。また、戦術家としての意見を述べたり、エズラへの射撃訓練なども行っている。
クローン・トルーパーには、特定の任務を最優先の指令として実行するようにプログラムされた有機体「バイオ・チップ」が製造段階で頭部に埋め込まれていたが、レックス、グレガー、ウォルフはこのチップを頭部から摘出している。
クローン戦争での功績から帝国ではトルーパーの英雄として知られており、オビ＝ワンの元副官である第212大隊所属のクローン・コマンダーのコーディーと共に作成した緊急コードは、今でも帝国で使用されている。
自身らクローンをバイオ・チップで洗脳して利用した帝国には不満を持っており、本来忠誠は帝国にではなく共和国に誓ったと語っている。また元上官のアナキンについては、「最強のジェダイだった」、「彼を信頼しベストを尽くして戦った」と今でも尊敬の念を語っている。ケイナンが「オーダー66」で味わったクローン・トルーパーへの不信感によりケイナンとは衝突が絶えなかったが、帝国軍との戦いを通じて徐々に打ち解けていった。
反乱同盟のキャプテンとして数々の戦いをゴースト・チームと共に生き抜き、最終回ではコマンダーに昇進してヘラと共にエンドアの戦いに参加したことが語られている。
チャム・シンドゥーラ（Cham Syndulla）
声 - ロビン・アトキン・ダウンズ（米）、咲野俊介（日）
トワイレックのレジスタンス指導者で、ヘラ・シンドゥーラの父親。「ライロスの解放者」と呼ばれるクローン戦争の英雄。
帝国軍によるライロス占領に対して再びレジスタンスとして立ち上がる。しかし、帝国との戦いの最中に妻を亡くしている。
ヘラとは疎遠となっており、帝国の圧政からライロスだけが助かればいいという考えを持っていたが、ヘラとの再会で考えを改める。
ゴビ・グリー（Gobi Glie）
声 - コーリー・バートン（米）、星野充昭（日）
クローン戦争時からチャムと共に行動している青紫色の肌をしたトワイレック。
チャムの最高の兵士の一人であり、クエーサー・ファイア級クルーザー＝キャリア破壊任務の際にはチャムに付き従ってゴースト・チームと協力した。
ヌーマ（Numa）
声 - キャサリン・テイバー（米）、豊口めぐみ（日）
チャムの反乱活動に参加しているトワイレック。
分離主義勢力からのライロス解放(クローン・ウォーズ、シーズン2)の際、分離主義勢力に破壊された集落で唯一生き残り(叔父や他の住民は「人間の盾」にされており、後に再会した)オビ=ワン率いる第212大隊のクローントルーパー、ボイルとワックサーに協力し、二人を「兄弟」と慕っていた。これを偲んで左腕には第212大隊仕様のオレンジのクローン・トルーパー・アーマーを装着し、使用する武器もクローン・トルーパーが使用するDC-17ハンド・ブラスターである。また、装甲にはオーラベッシュで「ボイル」と書かれている。
『クローン・ウォーズ』テレビシリーズに登場した幼少期にはトワイレック語しか喋れなかったが、本作では標準語を喋れるようになっている。
ソウ・ゲレラ（Saw Gerrera）
声 - フォレスト・ウィテカー（米）、立木文彦（日）
惑星オンダロンを故郷とする過激な反乱分子（パルチザン）。クローンウォーズではオンダロン反乱軍の一員として若き日の彼が登場する他、実写映画「ローグ•ワン」では晩年の姿で登場する。
ジオノーシアンが滅ぼされたのは帝国が何か重要なものを隠すためと考え、ジオノーシスへ調査に乗り込む。
妹のスティーラ・ゲレラを失うなどクローン戦争での経験から、反乱分子の中でも有数の過激派と化している。
エドリオ・トゥー・チューブス（Edrio Two Tubes）
声 - デイビット・エイコード（米）
ソウ・ゲレラと行動を共にするトグナスの傭兵兼パイロット。
パルチザンのUウイングを駆り、ソウ・ゲレラを支援した。

#### 銀河帝国
スローン大提督（Grand Admiral Thrawn）
声 - ラース・ミケルセン（米）、山野井仁（日）
戦略の天才であるチスの大提督。几帳面かつ冷静な分析家で、情報を何よりも重んじる。帝国軍士官の中では唯一のチスで、バトンの戦いでの決定的な勝利から大提督の地位に任じられた。
成長する反乱者の脅威に終止符を打つためプライス総督により召喚される。帝国軍の第七艦隊を率いており、指揮艦はインペリアルI級スター・デストロイヤー「キメラ」。大局を重んじており、あえて反乱者を見逃す事も多い。
重要なのは皇帝からの評価であり、栄光など不要と断じている。一般人を犠牲にする事もいとわない冷酷な性格で、芸術を馬鹿にする相手への対応はそっけないが、敵であってもあくまで敬意を持って接する。サトーをマイカポ星系の最高の戦術家と評して一目置いている。
芸術を重んじる彼の執務室には、コマンダー・グリーのヘルメットやジェダイ・テンプル・ガードのマスク、ロザルの絵、聖杯などの様々な芸術品が置かれている。
優れた知将というだけでなく、自身のボディガード・ドロイド複数を相手に戦闘トレーニングを積んで鍛えるなどしており戦闘能力も高い。
元は「レジェンズ（非正史）」に分類される小説『帝国の後継者』に登場したキャラクターである。
ガル・サクソン（Gar Saxon）
声 - レイ・スティーヴンソン（米）、高瀬右光（日）
マンダロアの帝国総督にして「皇帝の手」。ヴィズラ家の出身。帝国に忠実なマンダロリアンで組織された無慈悲なインペリアル・スーパー・コマンドーのリーダー。鎧は脅威をイメージした赤と白で彩られ、帝国のマークが肩に描かれている。
フェン・ラウを敵視しており、ラウ率いるコンコード・ドーンのプロテクターが反乱者を見過ごすようになった後プロテクターを壊滅させた。裏切り者であるサビーヌを庇ったレン一族も壊滅させようとしたが、サビーヌとの決闘に敗北。その後自分に背を向けた彼女を自らの銃で不意打ちしようとしたが、それを見抜いたウルサに射殺された。
元は『クローン・ウォーズ』テレビシリーズの未完成エピソードを原作としたコミック『Star Wars: Darth Maul: Son of Dathomir』に登場したキャラクターである。後にクローン・ウォーズのシーズン7にも登場。
ルク（Rukh）
声 - ワーウィック・デイヴィス（米）
スローン大提督が直属で雇っている残忍な暗殺者。ノーグリという種族で小柄ながらにその身体能力は高く、俊敏な動きからなる戦闘能力もエズラやケイナンとも渡り合えるほどに高い。嗅覚も鋭く追跡任務なども得意とする。
スローン大提督同様、元は「レジェンズ（非正史）」に分類される小説『帝国の後継者』に登場したキャラクターで、そちらでもスローン直属の暗殺者であった。
ギラッド・パレオン（Pellaeon）
声 - ジム・カミングス（米）
帝国軍第七艦隊に所属する艦長。
スローン大提督同様、元は「レジェンズ（非正史）」に分類される小説『帝国の後継者』に登場したキャラクターである。但し、その小説では「ペレオン」と訳された。

#### その他
グレガー（Gregor）
声 - ディー・ブラッドリー・ベイカー（米）、金田明夫（日）
識別番号「CC-5576-39」。クローン戦争時にはオビ＝ワンが率いる第212大隊所属のクローン・コマンドーであった。
クローン・ウォーズではサーリッシュの戦いで記憶喪失となり、惑星アバファーで皿洗いとして働いていた所をミーバー・ガスコン大佐やR2-D2ら共和国軍D分隊に発見される。D分隊を助けるために爆発に巻き込まれたが、明確な死亡描写はなく、本作で生存が確認された。 戦争での後遺症から軽い狂気を伴う性格となり、レックスやウォルフと比べると非常に陽気であった。
帝国樹立後軍を退役し、辺境の惑星シーロスでレックスやウォルフと共に改良型AT-TEに居住しながら隠居生活を送っていた。
エズラやゼブともすぐに打ち解けた。彼らの逃亡に協力し、改良型AT-TEで帝国軍のAT-ATと戦う。戦闘後はゴースト・チームと合流せず、戦利品のAT-ATを新たな住処としてシーロスに残った。
ウォルフ（Wolffe）
声 - ディー・ブラッドリー・ベイカー（米）、金田明夫（日）
識別番号「CC-3636」。クローン戦争時にはプロ・クーンが率いる第104大隊「ウルフパック」所属のクローン・コマンダーであった。戦争で右目を失っており、人工眼球をはめている。
帝国樹立後軍を退役し、辺境の惑星シーロスでレックスやグレガーと共に改良型AT-TEに居住しながら隠居生活を送っていた。
ジェダイを恐れており、ケイナンがジェダイであると分かった際には激しく動揺し、帝国に通報した。その後、レックスの説得により落ち着きを取り戻し、エズラ達に協力して帝国と戦った。戦闘後はゴースト・チームと合流せず、戦利品のAT-ATを新たな住処としてシーロスに残った。
ホンドー・オナカー（Hondo Ohnaka）
声 - ジム・カミングス（米）、辻親八（日）
かつて海賊王と呼ばれたフローラムのウィークウェイ。彼の海賊団は帝国軍に壊滅させられ、現在は一人で行動している。クローン・ウォーズでは海賊王として登場、ドゥークーを捕虜にするなど活躍する他、アナキン達ジェダイと共闘することもあった。これらの経験からジェダイの能力と同義心を尊敬している。
エズラとは、エズラが救難信号で向かったヴィザーゴの船で出会った。実はヴィザーゴを気絶させて彼の船の牢に閉じ込め、彼の船で行動していた。
アズモリガンとの取引の破棄で彼と対決する中、ホンドーを助けるためにエズラがフォースを使うの見て彼がジェダイだと知り、「ジェダイの親友がいた」とエズラに語った。ヴィザーゴからの逃亡など紆余曲折を経てゴースト・チームにパワー・ジェネレーターを渡した。本作でも老獪な面とどこか憎めない一面は健在で、エズラは彼との別れ際に、一度は彼の仲間になってみたいと思ったと彼に言った。
彼の数々の行動にエズラ以外のゴーストチームのメンバーはうんざりしているものの、エズラだけは彼を友人だと思っていたが、仲間よりも利益を優先する様を見て裏切られたと感じていた。しかし、その後も度々エズラたちを助けており、最終話では自ら進んでゴーストチームに協力する。
カラニ将軍（General Kalani）
声 - グレッグ・バーガー（米）
惑星アガマーで活動する分離主義勢力のスーパー戦術ドロイド。
クローン戦争末期に発信されたドロイドの停止命令を共和国の罠と判断して遮断し、分離主義勢力が滅びた後もドロイドを活動させ続けていた。
捕獲したエズラ、ケイナン、レックスを仮想共和国軍としてバトル・ドロイドやデストロイヤー・ドロイドと戦わせ、クローン戦争の終結を目論む。その後、エズラに説得され攻めてきた帝国軍を敵と認識しアガマーを脱出したが、戦力の関係からフェニックス反乱分子とは合流しなかった。
ボ＝カターン・クライズ（Bo-Katan Kryze）
声 - ケイティー・サッコフ（米）、志田有彩（日）
かつてプレ・ヴィズラの右腕としてデス・ウォッチを支えたマンダロリアンの女性。クローン戦争開戦時にマンダロアを支配していたサティーン・クライズの実の妹でもある。

## 用語解説

### ビークル
ゴースト（The Ghost）
船種はVCX-100軽貨物船。後部には「ファントム」の名を冠する小型船を搭載。ミレニアム・ファルコンと同じくコレリアン・エンジニアリング社製のため、コクピットのレイアウトなどが酷似している。
ファントム（The Phantom）
VCX補助スターファイター。アタックシャトルで、前面にキャノン2門と後部にレーザー台座を装備。シーズン3のヤルマでの任務の際に基地もろとも惑星の底へと落ち、爆発した。
ファントムII（Phantom II）
シーズン3より登場するシーシピード級トランスポートシャトルで、レーザー砲を装備。元は惑星アガマーで確保された分離主義勢力のシャトルで、塗装はサビーヌが行った。
TIEアドバンスト・プロトタイプ（TIE Advanced Prototype）
TIEアドバンストx1の前身。左右のソーラーパネルが曲面状で、平たいTIEファイターや折れ曲がったTIEアドバンストx1の物の中間的な形状が特徴。
フェニックス・ホーム　(PHOENIX HOME)
旧共和国軍で使用されたペルタ級フリゲート。フェニックス反乱分子の旗艦で、コマンダー・サトーが座乗する。
リベレーター（LIBERATOR）
フェニックス・ホームがベイダーに破壊された後にサトーの臨時旗艦となる。コレリアン・エンジニアリング社製のCR90コルベット。
フェニックス・ネスト　(PHOENIX NEST)
ソロスーヴ社製のクエーサー・ファイア級クルーザー＝キャリアー。元は帝国軍の軽空母として惑星ライロスを爆撃する任務に就いていたが、反乱分子に奪取されフェニックス戦隊の新たな旗艦となる。
改良型AT-TE（Modified AT-TE Walker）
レックス、グレガー、ウォルフが改良した全地形用強襲型ウォーカー。移動住宅と狩猟プラットフォームとしての役割を持つ。内側には寝台とキッチンを備え、外側はランタンと虫取りで飾られている。
Bウイング・プロトタイプ「ブレード・ウィング」（B-wing Prototype (Blade Wing)）
クアリーが惑星シャンティポールで開発したプロトタイプBウイングで、『エピソード6/ジェダイの帰還』に登場した反乱同盟軍の戦闘機であるBウイングの前身。
高度な機動性と、帝国軍軽クルーザーを一撃で撃破できるほどのマルチキャノン等の強力な装備を有するが、試作機ゆえにハイパードライブの故障など難点も残っている。
シャドウ・キャスター（Shadow Caster）
船種はランサー級追跡船。ケツー・オンヨが使用する。
サトーズ・ハンマー（Sato's Hammer）
アイアン中隊の使うYT-2400軽貨物船。中はかなり破損が進んでおり、ハイパードライブも故障したままだった。
伝説（非正史）のスピンオフ作品『帝国の影』に登場したアウトライダーという同型船がこの船種の初の登場であり、その後『エピソード4/新たなる希望 特別編』にも同型船が登場した。
TIE/Dディフェンダー（TIE/D Defender）
スローン大提督主導で建造された、ハイパードライブや偏向シールド発生装置を装備した試験戦闘機。

### 組織
ジェダイ（Jedi）
穏やかな感情から生み出される「ライトサイド（光明面）」のフォースを信奉する者達。「ジェダイ騎士／ジェダイ・ナイト」と呼ばれ、修行中のジェダイを「ジェダイ・パダワン」、弟子を選ぶことを許された者を「ジェダイ・マスター」と呼ぶ。ダークサイドであるシスと対立していたが、本作の約14年前、「オーダー66」で銀河に約1万人いたジェダイのほぼ全員が殺害された。
全盛期でも約1万人しか存在していなかったため、一般人は噂程度にしかジェダイの存在を知らなかった。そのため、ジェダイの存在は早々に伝説、おとぎ話の存在となっている。
ジェダイ・テンプル・ガード
ジェダイ聖堂の守護を任務とする匿名のジェダイ。旧銀河共和国末期ではシン・ドローリグの下で活動していた。
武器は、ライトセーバー・パイクと呼ばれるダブル＝ブレード・ライトセーバー。
無私の精神から画一的な装備をしており、顔はマスクで隠されている。
シス（Sith）
怒りなどといった負の感情から生み出される攻撃性の高い「ダークサイド（暗黒面）」のフォースを信奉する者達。「シスの暗黒卿」、あるいは「シス卿」などとも呼称される。彼らは「ダース（DARTH）」の名を冠するシスの暗黒卿としての新たな名を授かり、基本的に「師匠（マスター）」と「弟子（アプレンティス）」の二人一組で行動する。ダークサイドによる銀河の支配という明確な理念を持っており、ライトサイドであるジェダイと対立する。
銀河帝国（Galactic Empire）
当時旧銀河共和国の最高議長であったパルパティーンにより、表向きは共和国転覆を狙うジェダイの残党の鎮圧と、クローン戦争からの復興と、分裂状態の銀河系の再統合を目的として樹立した。しかし、建国後まもなくして「力と恐怖」による統治を宣言。反対するものを容赦なく弾圧し、銀河全体を支配した。これに対し、帝国に不満を持った人々の一部が反乱組織を結成し帝国に対してレジスタンス運動を行った。
ストームトルーパー（Stormtrooper）
銀河帝国に属する兵士の総称。彼らの任務は銀河各地で発生する暴動を鎮圧し、銀河帝国の秩序を維持することであった。純白の装甲服に身を包んでおり、その見た目からゴースト・チームのメンバーから「バケツ頭」と呼ばれている。発足当初は主にクローン・トルーパーにより構成されていたが、銀河帝国樹立より約14年後までには、徴兵により集められた人間の兵士により構成されるようになる。帝国青少年アカデミーなどで訓練を受けた彼らは銀河帝国と皇帝に忠実な兵士として仕えた。総兵力は20億ともいわれている。しかし、戦時下でなく帝国の圧政下の時代であったこともあり、戦争を経験しクローンだけで構成されたクローン・トルーパーに比べると、兵士としての練度は低い。そのため、ゴースト・チームのメンバーからは「射撃が下手」と認知されている。装備もクローン・トルーパーの頃から変更されたが、元クローン・トルーパーのレックスはストームトルーパーの装甲服を「クローン・アーマーとは比較にならないクズ」と酷評している。
ロケット・トルーパー（Rocket Trooper）
ジャンプトルーパー（Jumptrooper）、インペリアル・ジャンプ・トルーパー（Imperial Jump Trooper）とも呼ばれている、ジェットパックを装備したストームトルーパー。
尋問官（Inquisitor）
「オーダー66」を生き延びたジェダイの残党の掃討を主な任務とするベイダー直属の組織。暗黒面のフォースに下った様々な元ジェダイ騎士（元ジェダイ・テンプル・ガードや元ジェダイ・パダワンなど）で構成される。「ブラザー・○○」「シスター・○○」（○○部分は番号）と名の付く複数人の尋問官と、それらを統括する「大尋問官」の2種類の役職が存在する。大尋問官はパウアンの男性だったが、ソヴェリンの戦いでケイナンに敗れて死亡してからは大尋問官の役職は空席となり、その後はその地位を狙って尋問官達が手柄を挙げようと鎬を削っている。ジェダイの殲滅以外では、生き残りのジェダイがフォースの才覚がある新たな世代を銀河帝国の反乱分子として育てられぬように、才能ある若者を銀河帝国の配下に引き込む活動や、ジェダイとなる可能性がある「フォースの子供達」の拉致も行っている。
暗黒面のフォースを使いこなすが、シスの暗黒卿は同じ時代に師弟2人以外存在してはならないという掟が存在し、更なる暗黒面の使い手であるシスの暗黒卿が2人（シディアスとベイダー）彼らの上にいるため尋問官はシスの暗黒卿ではなく、正式なシスのみに伝わる暗黒面のフォースの技について学ぶ事は許されていない。それ故か、シスの暗黒卿の象徴ともいえる技であるフォース・ライトニングは使用しない。このようにダース・シディアスやベイダーにこそ及ばないものの非常に高い戦闘能力を有しており、「オーダー66」を生き延びたジェダイを次々と討ち取るだけの実力を持つ。
尋問官達が共通で使用する武器は、柄が円輪で囲まれた特殊な形状のダブル＝ブレード・ライトセーバーで、その外縁部分の両側面から一本ずつ一直線に赤い2本の光刃を発する。光刃は円輪の外縁部分と共に高速回転させることが可能で、更にこの状態のままで投擲させることや回転翼として利用し飛行することも可能。共通で使用する戦闘機は、TIEアドバンスト・プロトタイプ。
クローン・トルーパー（Clone Trooper）
旧銀河共和国時代、ジェダイと共にクローン戦争を戦い勝利に導いた旧共和国軍のクローン兵士。銀河最強の賞金稼ぎと言われたジャンゴ・フェットから遺伝子提供を受けて製造されており、幼少期の頃から成人するまでの間に様々な軍事訓練を施された兵士である。総兵力は320万以上。ジェダイの指揮下の元に銀河各地で戦闘を繰り広げ、お互いに戦友や友人としての信頼関係を築いていたが、戦争終結時に当時の銀河共和国の最高議長であったパルパティーンが発令した「オーダー66」によりベイダーと共に約1万人いたジェダイのほぼ全員を殺害した。銀河帝国樹立後、皇帝の命令により解散・退役となり、銀河各地で各々が余生を過ごしている。多くのクローンは、彼らにはどうしようもなかったこととはいえ、オーダー66発令時に自分たちが取った行動に苦々しさや恐怖を感じていた。
クローン戦争時、ケイナンはクローン・トルーパーと親しい関係にあったが、自身のマスターを含めジェダイのほぼ全員を殺害されたことにより、彼らに対して憎しみを抱いていた。しかし、レックスと共に帝国軍との戦いを生き抜いていくうちに憎しみは和らいでいった。
フェニックス反乱分子（Phoenix Rebel Cell）
銀河帝国の圧政に抵抗するために活動していた反乱組織の一つで、指揮官はジュン・サトー。中隊規模の艦隊、飛行戦隊が所属している。アソーカが活動に参加している他、シーズン2からはケイナン達もゴースト・チームとして加わった。ベイダーが駆るTIEアドバンストx1の攻撃の前に打撃を受けるもののゴースト・チームやアソーカのおかげで全滅は免れ、その後レックスが加わったことで旧共和国軍の使用していた基地情報や新型戦闘機の入手経路の確保など、戦力が拡大している。当初は母艦と基地がなかったが、ライロスでの作戦で母艦を入手し、AP-5の情報によりアトロンにチョッパー基地を築いている。
その後、スローンのアトロン襲撃によってフェニックス・ネスト、ジュン・サトー、アトロンを失ったことによりフェニックス反乱分子は解体された。
フェニックス中隊を擁することから、この反乱分子自体がフェニックス中隊と呼称されることもある。
フェニックス中隊（Phoenix Squadron）
フェニックス反乱分子に属するエリート・スターファイター部隊。Aウィングを駆り、フェニックス反乱分子の様々な任務に貢献する。アイバーの任務でフェニックス・リーダーが戦死を遂げた後、ヘラが新たなリーダーに就任した。
マイニングギルド（Mining Guild）
銀河全域でエネルギー資源を採掘している鉱業ギルド。銀河帝国と協力関係にあり、専用の黄色いペイントの改良型TIEファイターを所有する。

### 武器
ボー＝ライフル（Bo-Rifle）
惑星ラサンのラサン名誉衛兵が使用する棒状の武器。遠距離戦・近距離戦と戦況に応じて機能を変えて使い分けることができる。本作ではゼブとカラスが使用するが、ゼブの物は接近戦で紫色の電撃を発するのに対して、カラスの物は金色の電撃を発する。ゼブとカラスでは異なる型番であり、ゼブのは「AB-75」、カラスのは「J-19」。
射撃武器として用いる際には、その名の通りブラスター・ライフルと同じ要領で使用する。接近戦では銃身を伸ばし、両先端部から電撃を発する棒状の接近戦用武器として、打撃と同時に触れた相手を感電させてダメージを与える。その際の機能と形状は、グリーヴァス将軍やマグナガードが使用していた棒型武装「エレクトロ・スタッフ」に近い。先祖が使用していたという形態に変形させることで不思議な力を使う。
T-7イオン・ディスラプター・ライフル（T-7 Ion Disruptor Rifle）
船一隻の電気回路を破壊できる、高火力で使用禁止の武器。帝国軍がラサンを襲った際に使用し、ラサット族をほぼ全滅させた。
グラヴィティー・ウェル（Gravity Well）
重力井戸とも呼ばれる。強力な重力を発生し、ハイパースペース航行中の船を引きずり出すことを目的としている。
帝国軍はインターディクター・クルーザーにこの兵器を搭載し、秘密裏に試験を行っていた。
ダークセーバー（Darksaber）
かつてのマンダロリアンのジェダイ、ター・ヴィズラによって作成された黒い光刃を持つライトセーバー。ター・ヴィズラの死後、ヴィズラ一族によってジェダイ聖堂から盗まれ、その後デス・ウォッチの指導者の象徴となった。クローン戦争時にはプレ・ヴィズラがダークセーバーを所持していたが、プレ・ヴィズラはモールとの決闘に敗北したため、ダークセーバーはモールの手に渡った。マンダロア包囲戦の後、モールはダークセーバーをダソミアに保管した。その後、ダークセーバーはダソミアを訪れたサビーヌの手に渡ることになる。

### 生物
ロス・キャット（Loth-Cat）
ロザルに生息する猫のような生物。
フィアノック（Fyrnock）
フォート・アナクセスに生息する夜行性の凶暴な生物。日光を恐れるがライトのような人工的な光は恐れていない。
パーギル（Purgil）
宇宙を群れで回遊するクジラのような巨大宇宙生物。星と星の間を旅する生き物と呼ばれ、生物でありながらハイパースペースを移動することができ、人類のハイパードライブ発見へのヒントとなった。しかし、しばしばハイパースペースの航路に割り込み宇宙船と衝突事故を起こすためパイロットには嫌われている。エネルギーガスが食料で、長旅に備え吸い溜めする習性がある。

### その他
ホロクロン（Holocron）
ジェダイやシスが情報を保存するための媒体。持ち主のフォースに感応してホロクロンが開き、ホログラム映像などを映し出す。ただしシスにジェダイ・ホロクロンを開くことは出来ず、ジェダイもシス・ホロクロンを開くことは出来ない。また、ジェダイ・ホロクロンとシス・ホロクロンを開けた状態で結合させる事により銀河の運命を知ることが出来るとされる。
ジェダイのものは六面体の形をしており、「ジェダイ・ホロクロン」とも呼ばれる。ケイナンの所持するホロクロンにはオビ＝ワンのメッセージとアナキンによるライトセーバー指導の映像が保管されていた。
シスのものは角錐であり、「シス・ホロクロン」と呼ばれる。シスの寺院の多くの扉を開くための鍵としての機能を持ち、マラコアのシスの寺院では加えて寺院の超兵器を起動するための鍵でもあった。
粛清
日本語版のみに登場する用語。オビ＝ワンが、ホログラムで全宇宙の生存しているジェダイに発信したメッセージの中で述べている単語で、『エピソード3/シスの復讐』でクローン・トルーパーとベイダーによって行われたジェダイの大粛清「オーダー66」のことである。クローン・トルーパーには決められた任務を最優先の指令として実行するようにプログラムされた有機体の「バイオ・チップ」が製造段階で頭部に埋め込まれており「オーダー66」はこれによって実現した。
帝国の日（Empire Day）
『エピソード3/シスの復讐』で銀河帝国皇帝のシーヴ・パルパティーンが、銀河帝国樹立を宣言した記念日を指す。本作で初めて「帝国の日」と名付けられた。この日に旧銀河共和国は終焉を迎え、銀河帝国へと生まれ変わった。
エズラの誕生日でもあるが、帝国を憎む彼はその事実を嫌っていた。
クローン戦争（Clone Wars）
本作（シーズン1）より約17年前、『スター・ウォーズ エピソード2/クローンの攻撃』のジオノーシスの戦いで開戦し、旧銀河共和国と独立星系連合の間で約3年間続いた星系間戦争である。銀河共和国史上初の大規模なクローン軍を率いるジェダイ騎士団と元ジェダイの騎士にしてシスの暗黒卿へと転身したドゥークー伯爵をリーダーとするドロイド軍が銀河系各地で戦いを繰り広げた。結果として銀河各地に多くの爪痕を残したが、最終的に旧共和国が勝利を収める。しかし、戦争終盤、メイス・ウィンドゥらジェダイ騎士によるパルパティーン議長逮捕未遂事件が発生。これをジェダイによる共和国転覆計画だと判断したパルパティーンはクローン・トルーパーへ『オーダー66』を発令し、銀河各地に散らばるジェダイ騎士を処刑した。惑星コルサントのジェダイ聖堂に残ったジェダイ達も、ベイダーがクローン・トルーパーの精鋭部隊である第501大隊と共にこれを襲撃、処刑した。戦争終結後、旧共和国は解体され新たに銀河帝国が誕生した。
フルクラム（Fulcrum）
初期の反乱分子のエージェントが使用したコードネーム。アソーカの提案により反乱分子の内通者は全て同じ暗号名を使用した。そのためフルクラムは一人ではなく複数存在し、少なくともアソーカ、キャシアン・アンドー、カラスの3人による使用が確認されている。
チョッパー基地（Chopper Base）
AP-5の情報提供により設置された、惑星アトロンにあるフェニックス反乱分子の拠点。

## スタッフ
- 『スター・ウォーズ』原作 - ジョージ・ルーカス
- 原案 - サイモン・キンバーグ、デイブ・フィローニ、キャリー・ベック
- 製作総指揮 - サイモン・キンバーグ、デイブ・フィローニ、グレッグ・ワイズマン
- 総監督 - デイブ・フィローニ
- アートディレクター・リードキャラクターデザイン - キリアン・プランケット
- コンセプトデザイナー - エイミー・ベス・クリステンソン、クリス・グレン、アンドレ・カーク、ダレン・マーシャル、パット・プレスリー、他
- デジタルアセットスーパーバイザー - ポール・ジネス
- CGスーパーバイザー - ジョエル・アーロン
- アニメーションスーパーバイザー - キース・ケロッグ
- 音楽 - ケヴィン・カイナー
- プロデューサー - キリ・ハート
- アソシエイトプロデューサー - キャリー・ベック
- プロデュース - アテナ・イヴェット・ポルティーリョ
- 制作 - ルーカスフィルム・アニメーション
- 共同制作 - CGCG Inc.
- 製作 - ルーカスフィルムアニメーション、ディズニーXD

### 日本語版スタッフ
- ナレーター - 松本考平
- 翻訳 - 平田勝茂
- 演出 - 久保宗一郎
- 録音制作 - 東北新社
- 制作 - ウォルト・ディズニー・ジャパン

## 各話リスト

### ショートシリーズ
| 話数 | サブタイトル     | サブタイトル             | 監督                 | 脚本                                    | 放送日         | 放送日 | 放送日   | 放送日 |
| 話数 | 邦題             | 英題                     | 監督                 | 脚本                                    | アメリカ       | 日本   | あにてれ | Dlife  |
| ---- | ---------------- | ------------------------ | -------------------- | --------------------------------------- | -------------- | ------ | -------- | ------ |
| 1    | 気まぐれドロイド | The Machine in the Ghost | デイブ・フィローニ   | グレッグ・ワイズマン                    | 2014年 8月11日 | -      | -        | -      |
| 2    | 戦う芸術家       | Art Attack               | ジャスティン・リッジ | グレッグ・ワイズマン                    | 8月18日        | -      | -        | -      |
| 3    | 戦いを呼ぶ者     | Entanglement             | ジャスティン・リッジ | ヘンリー・ギルロイ サイモン・キンバーグ | 8月25日        | -      | -        | -      |
| 4    | 惑星ロザルの少年 | Property of Ezra Bridger | デイブ・フィローニ   | サイモン・キンバーグ                    | 9月1日         | -      | -        | -      |

日本のディズニーXDでは、独立した番組ではなく放送開始前のCM扱いでショートシリーズが放送された。これらはシーズン1のブルーレイ コンプリート・セットに収録されている。

### シーズン1
※テレビ東京での放映ではシーズンわけがなく、シーズン2 #09 途中で終了している。詳細は以下のリンクから参照
| 話数 | サブタイトル     | サブタイトル            | 監督                                  | 脚本                                      | 放送日         | 放送日                          | 放送日                                        | 放送日         |
| 話数 | 邦題             | 英題                    | 監督                                  | 脚本                                      | アメリカ       | 日本                            | あにてれ                                      | Dlife          |
| ---- | ---------------- | ----------------------- | ------------------------------------- | ----------------------------------------- | -------------- | ------------------------------- | --------------------------------------------- | -------------- |
| 1    | 反乱の口火       | Spark of Rebellion      | スチュワード・リー スティーヴン・リー | サイモン・キンバーグ                      | 2014年 10月3日 | 2015年 1月24日 5月4日（完全版） | 2015年 10月6日（パート1） 10月13日（パート2） | 2015年 12月6日 |
| 2    | 嘆きのドロイド   | Droids in Distress      | スチュワード・リー                    | グレッグ・ワイズマン                      | 10月13日       | 2月8日                          | 10月20日                                      | 12月13日       |
| 3    | 魅惑のフルーツ   | Fighter Flight          | スティーヴン・リー                    | ケヴィン・ホップス                        | 10月20日       | 2月15日                         | 10月27日                                      | 12月20日       |
| 4    | マスター救出作戦 | Rise of the Old Masters | スチュワード・リー                    | ヘンリー・ギルロイ                        | 10月27日       | 2月22日                         | 11月3日                                       | 12月27日       |
| 5    | 候補生エズラ     | Breaking Ranks          | スティーヴン・リー                    | グレッグ・ワイズマン                      | 11月3日        | 3月1日                          | 11月10日                                      | 2016年 1月10日 |
| 6    | 闇に光る目       | Out of Darkness         | スチュワード・リー                    | ケヴィン・ホップス                        | 11月10日       | 3月8日                          | 11月17日                                      | 1月17日        |
| 7    | 帝国の日         | Empire Day              | スティーヴン・リー                    | ヘンリー・ギルロイ                        | 11月17日       | 3月15日                         | 11月24日                                      | 1月24日        |
| 8    | つのる力         | Gathering Forces        | スチュワード・リー                    | グレッグ・ワイズマン                      | 11月24日       | 3月22日                         | 12月1日                                       | 1月31日        |
| 9    | ジェダイへの道   | Path of the Jedi        | デイブ・フィローニ                    | チャールズ・マーレイ                      | 2015年 1月5日  | 5月4日                          | 12月8日                                       | 2月7日         |
| 10   | ギャンブラー     | Idiot's Array           | スチュワード・リー                    | ケヴィン・ホップス                        | 1月19日        | 5月17日                         | 12月15日                                      | 2月14日        |
| 11   | 希望のヴィジョン | Vision of Hope          | スティーヴン・リー                    | ヘンリー・ギルロイ                        | 2月2日         | 5月24日                         | 12月22日                                      | 2月21日        |
| 12   | 反乱の呼びかけ   | Call to Action          | スチュワード・リー                    | グレッグ・ワイズマン サイモン・キンバーグ | 2月9日         | 5月31日                         | 2016年 1月5日                                 | 2月28日        |
| 13   | チームの絆       | Rebel Resolve           | ジャスティン・リッジ                  | チャールズ・マーレイ ヘンリー・ギルロイ   | 2月23日        | 6月7日                          | 1月12日                                       | 3月6日         |
| 14   | 銀河に広がる火   | Fire Across the Galaxy  | デイブ・フィローニ                    | サイモン・キンバーグ                      | 3月2日         | 6月14日                         | 1月19日                                       | 3月13日        |

### シーズン2
| 話数 | サブタイトル               | サブタイトル                  | 監督                                | 脚本                                                               | 放送日         | 放送日          | 放送日                                      | 放送日                                       | DVD    |
| 話数 | 邦題                       | 英題                          | 監督                                | 脚本                                                               | アメリカ       | 日本            | あにてれ                                    | Dlife                                        | DVD    |
| ---- | -------------------------- | ----------------------------- | ----------------------------------- | ------------------------------------------------------------------ | -------------- | --------------- | ------------------------------------------- | -------------------------------------------- | ------ |
| 1    | ロザルに立ちこめる暗雲     | The Siege of Lothal           | ボスコ・Ng ブラッド·ラウ            | ヘンリー・ギルロイ                                                 | 2015年 6月20日 | 2015年 10月18日 | 2016年 1月26日（パート1） 2月2日（パート2） | 2016年 7月10日（パート1） 7月17日（パート2） |        |
| 2    | 消えた戦士たち             | The Lost Commanders           | デイブ・フィローニ セルジオ・パエス | マット・マイクノヴェッツ                                           | 10月14日       | 12月13日        | 2月9日                                      | 7月24日                                      |        |
| 3    | 共和国の遺物               | Relics of the Old Republic    | ボスコ・Ng                          | スティーヴン・メルティング                                         | 10月21日       | 12月20日        | 2月16日                                     | 7月31日                                      |        |
| 4    | 2人の尋問官                | Always Two There Are          | ブラッド·ラウ                       | ケヴィン・ホップス                                                 | 10月28日       | 12月27日        | 2月23日                                     | 8月7日                                       |        |
| 5    | ジェダイと海賊             | Brothers of the Broken Horn   | サウル・ルイス                      | ビル・ウォルコフ                                                   | 11月4日        | 2016年 1月3日   | 3月1日                                      | 8月14日                                      |        |
| 6    | 名パイロットの翼           | Wings of the Master           | デイブ・フィローニ セルジオ・パエス | スティーヴン・メルティング                                         | 11月11日       | 1月10日         | 3月8日                                      | 8月21日                                      |        |
| 7    | 旧友                       | Blood Sisters                 | ボスコ・Ng                          | ケヴィン・ホップス                                                 | 11月18日       | 1月17日         | 3月15日                                     | 8月28日                                      |        |
| 8    | 潜入工作                   | Stealth Strike                | ブラッド·ラウ                       | マット・マイクノヴェッツ                                           | 11月25日       | 1月24日         | 3月22日                                     | 9月4日                                       |        |
| 9    | フォースの未来             | The Future of the Force       | サウル・ルイス                      | ビル・ウォルコフ                                                   | 12月2日        | 1月31日         | 3月29日                                     | 9月11日                                      |        |
| 10   | 引き継ぐもの               | Legacy                        | メル・ツワイヤー                    | ヘンリー・ギルロイ                                                 | 12月9日        | 4月24日         |                                             | 9月18日                                      |        |
| 11   | ロザルに来た姫             | A Princess on Lothal          | ボスコ・Ng                          | スティーヴン・メルティング                                         | 2016年 1月20日 | 5月4日          |                                             | 9月25日                                      |        |
| 12   | コンコード・ドーンの守護者 | The Protector of Concord Dawn | ブラッド·ラウ                       | ヘンリー・ギルロイ ケヴィン・ホップス                              | 1月27日        | 5月15日         |                                             | 10月2日                                      | Disc 3 |
| 13   | ラサットの伝説             | Legacy of Lasan               | サウル・ルイス                      | マット・マイクノヴェッツ                                           | 2月3日         | 5月22日         |                                             | 10月9日                                      | Disc 3 |
| 14   | 宇宙を旅するもの           | The Call                      | メル・ツワイヤー                    | ビル・ウォルコフ                                                   | 2月10日        | 5月29日         |                                             | 10月16日                                     | Disc 3 |
| 15   | 父と娘                     | Homecoming                    | ボスコ・Ng                          | スティーヴン・メルティング                                         | 2月17日        | 6月5日          |                                             | 10月23日                                     | Disc 3 |
| 16   | 宿敵                       | The Honorable Ones            | ブラッド·ラウ                       | ケヴィン・ホップス                                                 | 2月24日        | 6月12日         |                                             | 10月30日                                     | Disc 3 |
| 17   | 忍び寄る闇                 | Shroud of Darkness            | サウル・ルイス                      | ヘンリー・ギルロイ                                                 | 3月2日         | 6月19日         |                                             | 11月6日                                      | Disc 3 |
| 18   | ドロイドと友情             | The Forgotten Droid           | メル・ツワイヤー                    | マット・マイクノヴェッツ                                           | 3月16日        | 6月26日         |                                             | 11月13日                                     | Disc 4 |
| 19   | 新基地の謎                 | The Mystery of Chopper Base   | ボスコ・Ng                          | スティーヴン・メルティング                                         | 3月23日        | 7月3日          |                                             | 11月20日                                     | Disc 4 |
| 20   | シスの秘密                 | Twilight of the Apprentice    | デイブ・フィローニ                  | デイブ・フィローニ サイモン・キンバーグ スティーヴン・メルティング | 3月30日        | 8月21日         |                                             | 11月27日（パート1） 12月4日（パート2）       | Disc 4 |

### シーズン3
| 話数 | サブタイトル               | サブタイトル               | 監督                                             | 脚本                                                | 放送日         | 放送日          | 放送日   | 放送日                                              |
| 話数 | 邦題                       | 英題                       | 監督                                             | 脚本                                                | アメリカ       | 日本            | あにてれ | Dlife                                               |
| ---- | -------------------------- | -------------------------- | ------------------------------------------------ | --------------------------------------------------- | -------------- | --------------- | -------- | --------------------------------------------------- |
| 1    | 影の中へ                   | Steps Into Shadow          | ボスコ・Ng メル・ツワイヤー ジャスティン・リッジ | スティーヴン・メルティング マット・マイクノヴェッツ | 2016年 9月24日 | 2016年 12月11日 |          | 2017年 5月4日 7月15日（パート1） 7月22日（パート2） |
| 2    | 運命のホロクロン           | The Holocrons of Fate      | スチュワード・リー                               | ヘンリー・ギルロイ                                  | 10月1日        | 12月18日        |          | 7月29日                                             |
| 3    | アンティリーズ引き抜き工作 | The Antilles Extraction    | サウル・ルイス                                   | ゲイリー・ウィッタ                                  | 10月8日        | 12月25日        |          | 8月5日                                              |
| 4    | ヘラの英雄                 | Hera's Heroes              | メル・ツワイヤー                                 | ニコール・デュバック                                | 10月15日       | 2017年 1月8日   |          | 8月12日                                             |
| 5    | クローン戦争の名残         | The Last Battle            | ボスコ・Ng                                       | ブレント・フリードマン                              | 10月22日       | 1月15日         |          | 8月19日                                             |
| 6    | マンダロリアンの誇り       | Imperial Supercommandos    | スチュワード・リー                               | クリストファー・ヨスト                              | 11月5日        | 1月22日         |          | 8月26日                                             |
| 7    | アイアン中隊               | Iron Squadron              | サウル・ルイス                                   | マット・マイクノヴェッツ                            | 11月19日       | 1月29日         |          | 9月2日                                              |
| 8    | ウィンカースーのお宝       | The Wynkahthu Job          | メル・ツワイヤー                                 | ゲイリー・ウィッタ                                  | 11月26日       | 2月5日          |          | 9月9日                                              |
| 9    | 内通者                     | An Inside Man              | スチュワード・リー                               | ニコール・デュバック                                | 12月3日        | 2月12日         |          | 9月16日                                             |
| 10   | ヴィジョンと声             | Visions and Voices         | ボスコ・Ng                                       | ブレント・フリードマン                              | 12月10日       | 2月19日         |          | 9月23日                                             |
| 11   | ジオノーシスの亡霊 パート1 | Ghosts of Geonosis: Part 1 | サウル・ルイス                                   | デイブ・フィローニ スティーヴン・メルティング       | 2017年 1月7日  | 5月4日          |          | 9月30日                                             |
| 12   | ジオノーシスの亡霊 パート2 | Ghosts of Geonosis: Part 2 | メル・ツワイヤー                                 | デイブ・フィローニ マット・マイクノヴェッツ         | 1月7日         | 5月4日          |          | 10月7日                                             |
| 13   | ゼブの名案                 | Warhead                    | ボスコ・Ng                                       | ゲイリー・ウィッタ                                  | 1月14日        | 5月21日         |          | 10月14日                                            |
| 14   | ダークセーバーの試練       | Trials of the Darksaber    | スチュワード・リー                               | デイブ・フィローニ                                  | 1月21日        | 6月4日          |          | 10月21日                                            |
| 15   | マンダロアを継ぐ者たち     | Legacy of Mandalore        | メル・ツワイヤー                                 | クリストファー・ヨスト                              | 2月18日        | 6月11日         |          | 10月28日                                            |
| 16   | 追求の目                   | Through Imperial Eyes      | サウル・ルイス                                   | ニコール・デュバック                                | 2月25日        | 6月25日         |          | 11月4日                                             |
| 17   | 極秘輸送                   | Secret Cargo               | ボスコ・Ng                                       | マット・マイクノヴェッツ                            | 3月4日         | 7月2日          |          | 11月11日                                            |
| 18   | 二重スパイ・ドロイド       | Double Agent Droid         | スチュワード・リー                               | ブレント・フリードマン                              | 3月11日        | 7月9日          |          | 11月18日                                            |
| 19   | 双子の太陽                 | Twin Suns                  | デイブ・フィローニ                               | デイブ・フィローニ ヘンリー・ギルロイ               | 3月18日        | 7月16日         |          | 11月25日                                            |
| 20   | 攻撃開始時刻 パート1       | Zero Hour: Part 1          | ジャスティン・リッジ                             | スティーヴン・メルティング                          | 3月25日        | 7月16日         |          | 12月2日                                             |
| 21   | 攻撃開始時刻 パート2       | Zero Hour: Part 2          | ジャスティン・リッジ                             | ヘンリー・ギルロイ マット・マイクノヴェッツ         | 3月25日        | 7月16日         |          | 12月9日                                             |

### シーズン4
| 話数        | サブタイトル                 | サブタイトル                         | 監督                                           | 脚本                                                                                               | 放送日         | 放送日        | 放送日   | 放送日                                  |
| 話数        | 邦題                         | 英題                                 | 監督                                           | 脚本                                                                                               | アメリカ       | 日本          | あにてれ | Dlife                                   |
| ----------- | ---------------------------- | ------------------------------------ | ---------------------------------------------- | -------------------------------------------------------------------------------------------------- | -------------- | ------------- | -------- | --------------------------------------- |
| 1           | マンダロアの英雄たち パート1 | Heroes of Mandalore: Part 1          | スチュワード・リー                             | ヘンリー・ギルロイ スティーヴン・メルティング                                                      | 10月16日       | 12月16日      |          | 2018年 7月7日                           |
| 2           | マンダロアの英雄たち パート2 | Heroes of Mandalore: Part 2          | サウル・ルイス                                 | クリストファー・ヨスト                                                                             | 10月16日       | 12月16日      |          | 7月14日                                 |
| 3           | 反乱組織の名の下に パート1   | In the Name of the Rebellion: Part 1 | セルジオ・パエス                               | ゲイリー・ウィッタ                                                                                 | 10月23日       | 12月23日      |          | 7月21日                                 |
| 4           | 反乱組織の名の下に パート2   | In the Name of the Rebellion: Part 2 | ボスコ・Ng                                     | マット・マイクノヴェッツ                                                                           | 10月23日       | 2018年 1月7日 |          | 7月28日                                 |
| 5           | 占領                         | The Occupation                       | スチュワード・リー                             | クリストファー・ヨスト                                                                             | 10月30日       | 1月14日       |          | 8月4日                                  |
| 6           | ディフェンダーの飛行         | Flight of the Defender               | サウル・ルイス                                 | デイブ・フィローニ スティーヴン・メルティング                                                      | 10月30日       | 1月21日       |          | 8月11日                                 |
| 7           | 同族                         | Kindred                              | セルジオ・パエス                               | デイブ・フィローニ ヘンリー・ギルロイ                                                              | 11月6日        | 1月28日       |          | 8月18日                                 |
| 8           | クローラー乗っ取り           | Crawler Commandeers                  | ボスコ・Ng                                     | マット・マイクノヴェッツ                                                                           | 11月6日        | 3月25日       |          | 8月25日                                 |
| 9           | 攻撃の時                     | Rebel Assault                        | スチュワード・リー                             | デイブ・フィローニ スティーヴン・メルティング                                                      | 11月13日       | 4月29日       |          | 9月1日                                  |
| 10          | ジェダイの夜                 | Jedi Night                           | サウル・ルイス                                 | デイブ・フィローニ ヘンリー・ギルロイ                                                              | 2018年 2月19日 | 5月4日        |          | 9月8日                                  |
| 11          | デューム                     | DUME                                 | セルジオ・パエス                               | デイブ・フィローニ クリストファー・ヨスト                                                          | 2月19日        | 5月13日       |          | 9月15日                                 |
| 12          | 寺院の秘密                   | Wolves and a Door                    | デイブ・フィローニ ボスコ・Ng                  | デイブ・フィローニ                                                                                 | 2月26日        | 5月20日       |          | 9月22日                                 |
| 13          | 世界の狭間の世界             | A World Between Worlds               | デイブ・フィローニ スチュワード・リー          | デイブ・フィローニ                                                                                 | 2月26日        | 6月3日        |          | 9月29日                                 |
| 14          | 無謀な策                     | A Fool’s Hope                        | デイブ・フィローニ サウル・ルイス              | ヘンリー・ギルロイ スティーヴン・メルティング                                                      | 3月5日         | 6月10日       |          | 10月6日                                 |
| 15 (最終回) | 家族の再会 - そして別れ      | Family Reunion – and Farewell        | デイブ・フィローニ ボスコ・Ng セルジオ・パエス | デイブ・フィローニ ヘンリー・ギルロイ キリ・ハート サイモン・キンバーグ スティーヴン・メルティング | 3月5日         | 6月29日       |          | 10月13日（パート1） 10月20日（パート2） |

## 放送局
シーズン1
| 放送期間                      | 放送時間           | 放送局         | 対象地域       | 備考      |
| ----------------------------- | ------------------ | -------------- | -------------- | --------- |
| 2015年2月8日 - 6月14日        | 日曜 13:00 - 13:30 | ディズニーXD   | 日本全域       | [ 注 10 ] |
| 2015年12月6日 - 2016年3月13日 | 日曜 9:30 - 10:00  | Dlife          | 日本全域       |           |
| 2015年10月6日 - 2016年1月19日 | 火曜 18:30 - 18:57 | テレビ東京     | 東京都         |           |
|                               |                    | テレビ北海道   | 北海道         |           |
|                               |                    | テレビ愛知     | 愛知県         |           |
|                               |                    | テレビ大阪     | 大阪府         |           |
|                               |                    | テレビせとうち | 岡山県・香川県 |           |
|                               |                    | TVQ九州放送    | 福岡県         |           |

シーズン2
| 放送期間                       | 放送時間           | 放送局         | 対象地域       | 備考                |
| ------------------------------ | ------------------ | -------------- | -------------- | ------------------- |
| 2015年12月13日 - 2016年8月21日 | 日曜 13:00 - 13:30 | ディズニーXD   | 日本全域       | [ 注 11 ] [ 注 12 ] |
| 2016年1月26日 - 3月29日        | 火曜 18:30 - 18:57 | テレビ東京     | 東京都         | [ 注 13 ]           |
|                                |                    | テレビ北海道   | 北海道         | [ 注 13 ]           |
|                                |                    | テレビ愛知     | 愛知県         | [ 注 13 ]           |
|                                |                    | テレビ大阪     | 大阪府         | [ 注 13 ]           |
|                                |                    | テレビせとうち | 岡山県・香川県 | [ 注 13 ]           |
|                                |                    | TVQ九州放送    | 福岡県         | [ 注 13 ]           |
| 2016年7月10日 - 12月4日        | 日曜 9:30 - 10:00  | Dlife          | 日本全域       |                     |

シーズン3
| 放送期間                       | 放送時間           | 放送局       | 対象地域 | 備考      |
| ------------------------------ | ------------------ | ------------ | -------- | --------- |
| 2016年12月11日 - 2017年7月16日 | 日曜 13:00 - 13:30 | ディズニーXD | 日本全域 |           |
| 2017年7月15日 - 2017年12月9日  | 土曜 9:30 - 10:00  | Dlife        | 日本全域 | [ 注 14 ] |

## 関連映像

### LEGO スター・ウォーズ
2014年よりレゴ スター・ウォーズ公式サイトとYouTubeで、CGアニメ・ショートムービーの配信を開始。日本サイトでは機械翻訳のため『レゴ®スター・ウォーズ 反乱軍』と翻訳されている。本編に登場しないレゴオリジナルキャラとして、ドーム部分が透明で他の部分は黒いアストロメク・ドロイドが登場する。
2015年5月4日放送の、ディズニーXD『スター・ウォーズ ザ・反乱まつり』内でも短編4話が放送された。
配信動画
反乱者たち関連動画のみ。2016年1月の公式サイトリニューアルに伴い一部動画は削除された。
- 反乱軍の救出作戦パート1（旧題：2014年ミニムービー14話）
- 反乱軍の救出作戦パート2（旧題：2014年ミニムービー15話）
- 反乱軍スターシップ ゴースト（旧題：2014年ミニムービー17話）
- TIE アドバンスト・プロトタイプ（旧題：2015年ミニムービー01話 - TIE アドバンス・プロトタイプ）
- TIE アドバンスト vs ウーキー・ガンシップ（旧題：2015年ミニムービー02話 - TIE アドバンス vs ウーキー・ガンシップ）
- エズラ vs AT-DP（旧題：2015年ミニムービー03話 - エズラ vs AT-DP）
- 反乱軍 不公平な取引（旧題：2015年ミニムービー10話 - 反乱軍のローディール）
- ストームトルーパーの射撃場（旧題：レゴ® スター・ウォーズ 反乱軍 - ストームトルーパーの射撃場）
- コーラスのボー・ライフル・デモ（旧題：レゴ® スター・ウォーズ 反乱軍 - カラスのボー・ライフル・デモ）
- レゴ® スター・ウォーズ 反乱軍 - ゼブのボー・ライフル・デモ（リニューアル時に削除）
- レゴ® スター・ウォーズ 反乱軍 - 帝国へようこそ（リニューアル時に削除）
- レゴ® スター・ウォーズ 反乱軍 - 帝国のビークル（リニューアル時に削除）
- レゴ® スター・ウォーズ 反乱軍 - 反乱軍に参加する（リニューアル時に削除）
- 町をオレンジ一色に染めろ（旧題：LEGO® Star Wars™ Rebels - Paint The Town Orange）
- 帝国軍の道路封鎖
- ステアウォーズ（旧題：スター・ウォーズ[注 15]）
- フォースの奇襲 – レゴ® スター・ウォーズ™ マイクロファイター

#### ドロイド・テイルズ
『LEGO スター・ウォーズ:ドロイド・テイルズ』（Lego Star Wars - Droid Tales）第3話で、C-3POが語るエピソードの中でゴースト・チームがゲスト出演している。ストーリーは（細部は異なるものの）「嘆きのドロイド」が元になっている。

### 放送前特番
バナナ・ウォーズ
日本のお笑いコンビのバナナマン（設楽統がジェダイ・マスター設楽、日村勇紀がジェダイ・パダワン日村に扮している）がナビゲーターを務めており、『スターウォーズ』シリーズを観る上で欠かせない重要なキーワードを、ルーカスフィルムがウォルト・ディズニー・カンパニーに買収される前に製作した『スターウォーズ』シリーズの実写映画本編全6作（『エピソード1/ファントム・メナス』、『エピソード2/クローンの攻撃』、『エピソード3/シスの復讐』、『エピソード4/新たなる希望』､『エピソード5/帝国の逆襲』､『エピソード6/ジェダイの帰還』）と、本作のシーズン1の映像を多用しわかりやすく解説する短時間番組で、2014年12月6日から12月20日までディズニーXDで全5回にわたって放送された。番組の最後には、マスター設楽からパダワン日村にキーワードへの理解度を確認するクイズが出題されるが、毎回不正解のためパダワン日村は健康的な飲食物による恐怖の罰ゲームを毎回受けている。
- ライトセーバー編（2014年12月6日）
- ジェダイとフォース編（2014年12月7日）
- ドロイド編（2014年12月13日）
- メカ編（2014年12月14日）
- バトルの歴史編（2014年12月20日）

スター・ウォーズ 反乱者たち かんたん攻略ガイド
2015年10月17日のシーズン2放送直前に放送された、シーズン1を30分に再編集した特番。

## 関連書籍
スター・ウォーズ 反乱者たち （1）反乱の口火/（2）帝国の日
角川つばさ文庫より発売。本編のノベライズ版。
スター・ウォーズ 新たなる夜明け
原題Star Wars A New Dawn。本編の前日譚。日本ではヴィレッジブックスより前後巻で発売。

## 備考
2016年に公開された映画『ローグ・ワン/スター・ウォーズ・ストーリー』では、本作で初登場したゴーストやハンマーヘッド・コルベットといった船が登場し、C1-10P（チョッパー）がカメオ出演している他、本作の関連用語として「VCX-100」、「カラバスト」、「シンドゥーラ将軍」という台詞が登場する。デイブ・フィローニ曰くこの「シンドゥーラ」はヘラの事を指しているとのこと。一方、本作では『ローグ・ワン』で初登場したデス・トルーパーやUウィング、コンバット・アサルト・タンクがシーズン3以降に登場する。
2018年に公開された映画『ハン・ソロ/スター・ウォーズ・ストーリー』では、今作でデザインされたモールのライトセーバーが登場した他、本作の関連用語として「VCX-100」という台詞が登場した。また、本作のシーズン4第14話『無謀な策』では『ハン・ソロ』に影響を受けたショットが登場した。
2019年に公開された映画「スターウォーズ・スカイウォーカーの夜明け」において宇宙船「ゴースト」が登場し、今作の主人公レイが過去のジェダイの声を聞くシーンでロザルで死亡したケイナンが声をかけるシーンが登場する。